# Краснофигурная вазопись

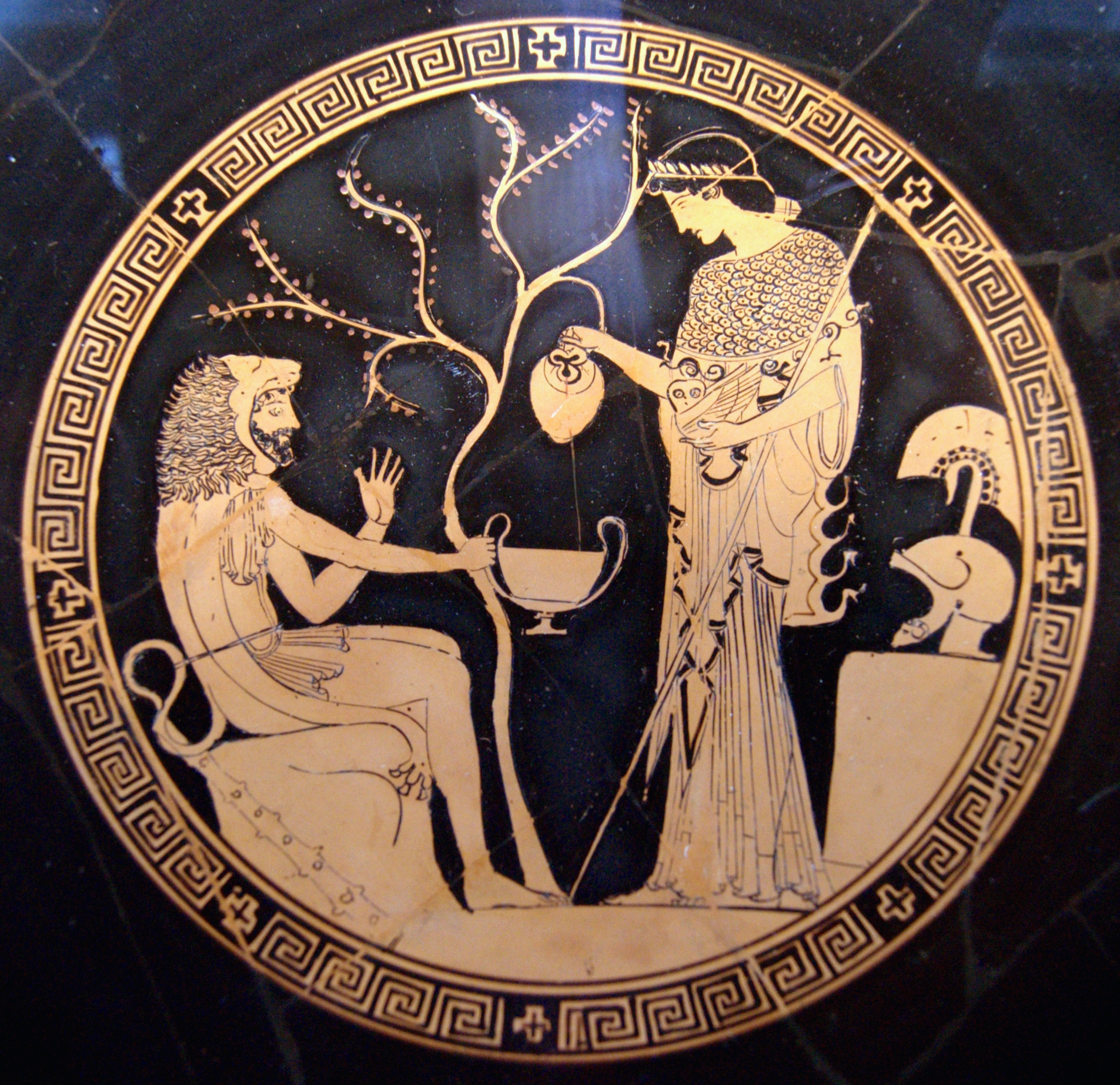
Геракл и Афина. Ок. 480—470 гг. до н. э.. Государственное античное собрание. Мюнхен

Краснофигурная вазопись — одна из наиболее известных техник древнегреческой вазописи. Она появилась приблизительно в 530 г. до н. э. в Афинах и просуществовала вплоть до конца IV в. до н. э. За несколько десятилетий краснофигурная вазопись вытеснила господствовавшую до этого чернофигурную вазопись. Своё название краснофигурная техника получила благодаря характерному соотношению цветов между фигурами и фоном, прямо противоположному чернофигурному: фон — чёрный, фигуры — красные. Главными центрами производства краснофигурной керамики, помимо Аттики, были гончарные мастерские Южной Италии. Краснофигурную технику восприняли многие регионы Древней Греции. Значимый вклад в её развитие внесли вазописцы Этрурии.
Краснофигурные вазы из Аттики распространились по всей Греции и за её пределами и долгое время занимали лидирующее положение на рынке высококачественной расписной керамики. Лишь немногие гончарные мастерские могли сравниться по качеству, производительности и богатству творческих идей с вазописцами из Афин. До нашего времени сохранилось более 40 тысяч экземпляров и фрагментов краснофигурных ваз, созданных в Афинах, и более 20 тысяч — созданных в Южной Италии. Краснофигурная вазопись основательно исследована археологами и историками искусства. Установлена принадлежность значительного количества керамических сосудов конкретным группам вазописцев. Изображения на краснофигурных вазах являются важным источником информации для культурно-исторических исследований, в том числе для изучения быта и особенностей повседневной жизни эллинов, их ритуалов и воззрений, а также древнегреческой мифологии и иконографии мифологических персонажей.
Важной особенностью краснофигурной вазописи стал практически полный отход от случайных декоративных элементов и орнаментов. Внимание вазописцев всецело обратилось к изображению определённых сюжетных композиций. Кроме того, так как теперь можно было более детально прописывать черты героев, получили распространение и изображения отдельных личностей, которые иногда даже не являлись выдающимися. Распространёнными оставались сюжеты из античной мифологии и эпоса. Большую популярность набрали также сцены из греческих трагедий. Но главное нововведение краснофигурного стиля — это изображение рядовых граждан полиса. Мастера обратили своё внимание не только на сцены сражений или торжественных шествий, в которых участвовали эллины, но и на бытовые сцены.

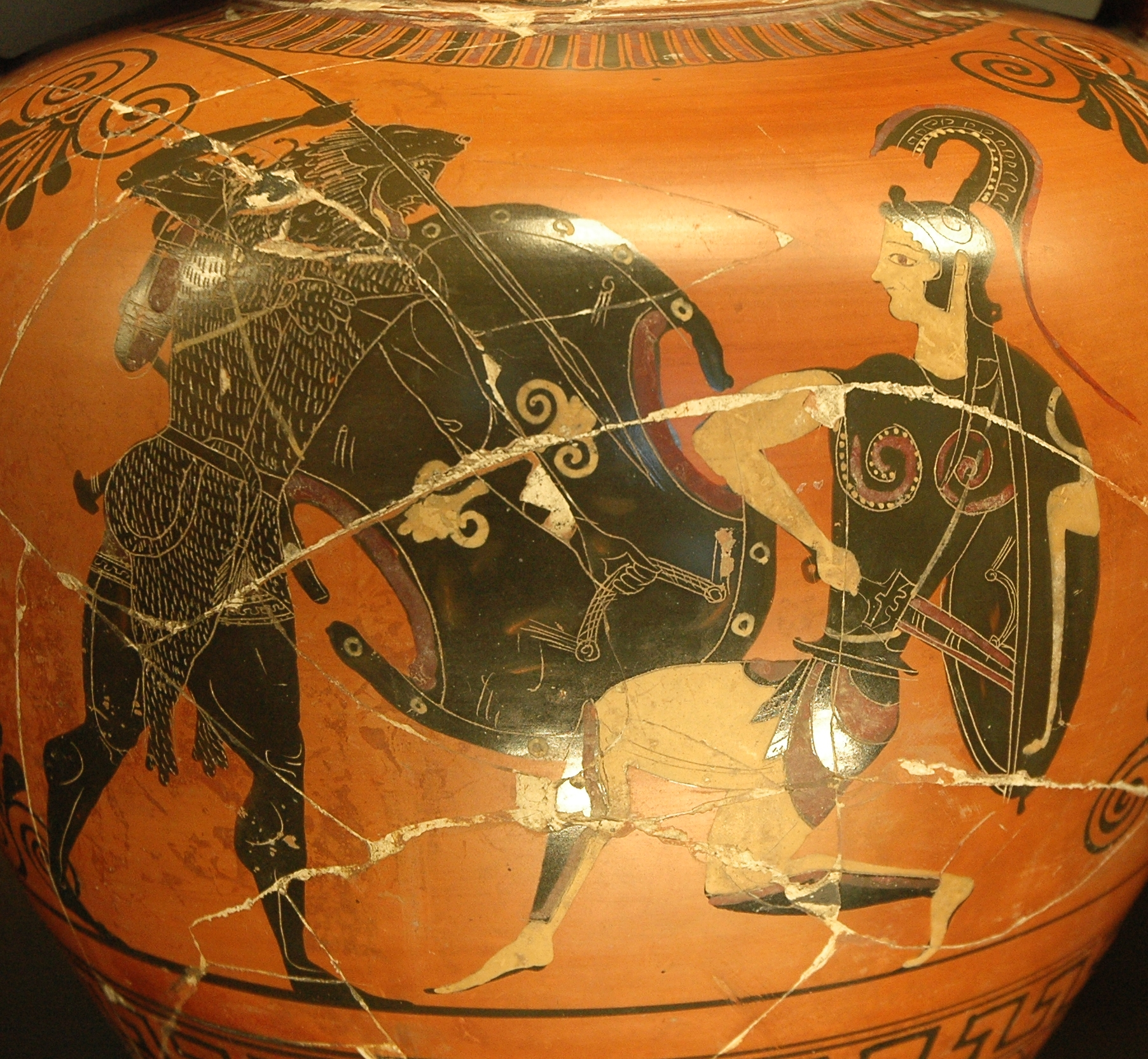
Геракл сражается против амазонок. Ранний стиль чернофигурной вазописи, тело женщины написано белой краской. Ок. 530 г. до н. э.. Лувр. Париж

Несмотря на то что полноценное появление стиля относится к VI в. до н.э., его элементы встречались и ранее, уже в ориентализирующем стиле. Краснофигурный стиль имел ряд преимуществ по сравнению с чернофигурным. Он позволял более детально изображать различные предметы и живых существ, передавать объём, приближал изображения к реализму. Именно поэтому мастера порой прибегали к нему и в эпоху чернофигурной росписи, а позднее он вытеснил её собой, когда обострилась потребность в большем реализме в росписях.

## Технология изготовления

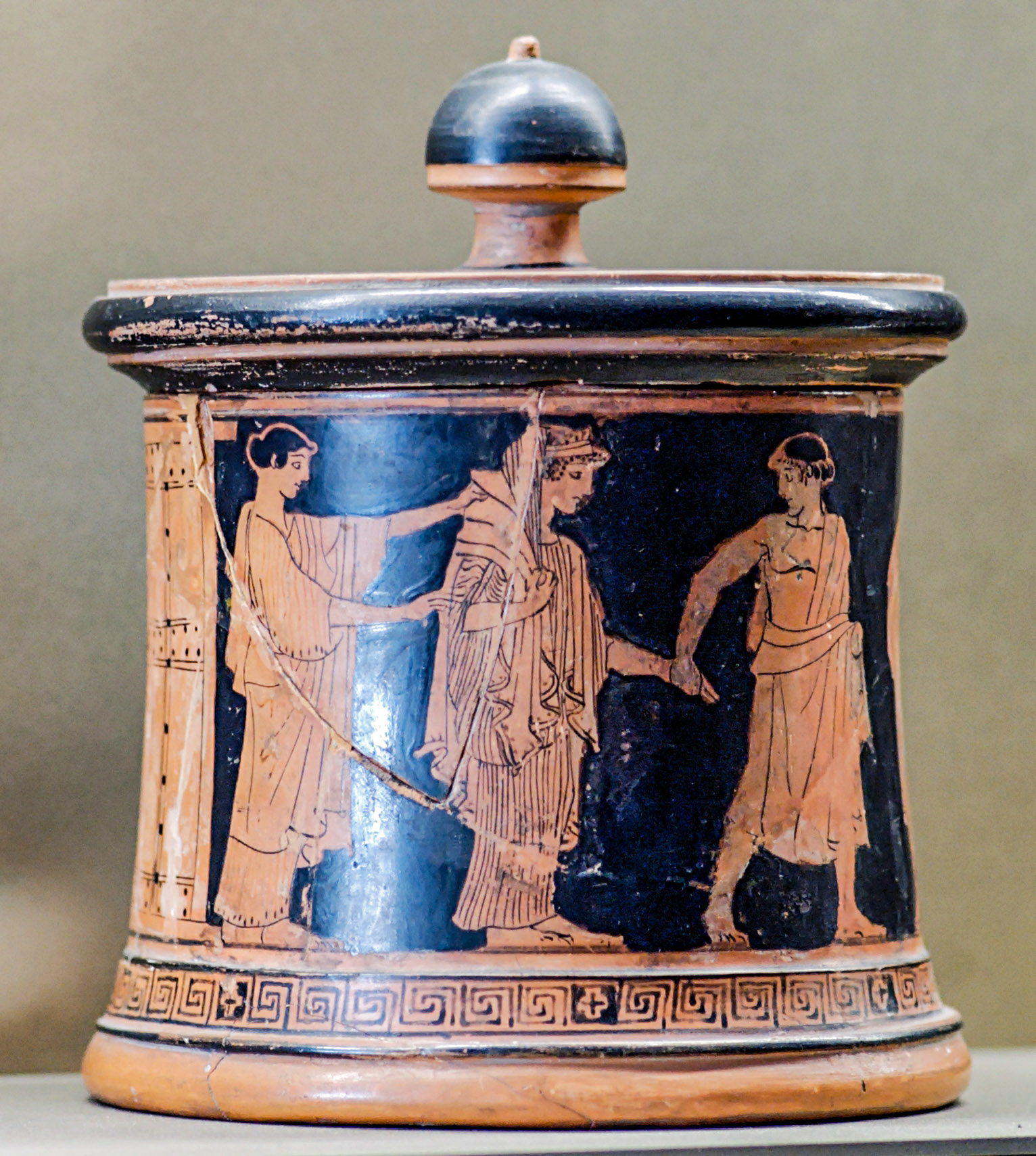
Свадьба Фетиды. Пиксида вазописца свадеб. Ок. 470—460 г. до н. э. Лувр. Париж

Фактически краснофигурная роспись — это чернофигурная вазопись наоборот. Перед обжигом на поверхность подсохшей вазы наносились контуры человеческих фигур и остальные детали изображения. Необожжённая глина в Аттике, к примеру, была оранжево-красного оттенка. Набросок рисунка наносился лёгким штрихом каким-либо тупым инструментом, либо намечался древесным углём, который исчезал после обжига. Далее контуры рисунка обводились кистью с смесью жидкой глины и сажи. На некоторых готовых вазах виден след наброска, особенно если конечный вариант отличался от первоначального замысла вазописца. Основные контуры рисунка проводились шликером рельефной, выпуклой линией, вероятно, кистью из щетины. Остальные линии и тонкие линии внутри изображения прорисовывались разведённым раствором шликера. Кроме двух основных цветов в изображениях встречаются и другие цвета — белый и красный. Чётко выраженные рельефные линии требовались для того, чтобы достаточно жидкий шликер не создавал эффекта излишней матовости. В заключение фон между фигурами внутри изображения покрывался матово-серым шликером. Вазы проходили трёхкратный обжиг, в результате которого шликер приобретал свой характерный чёрный или тёмно-коричневый цвет.

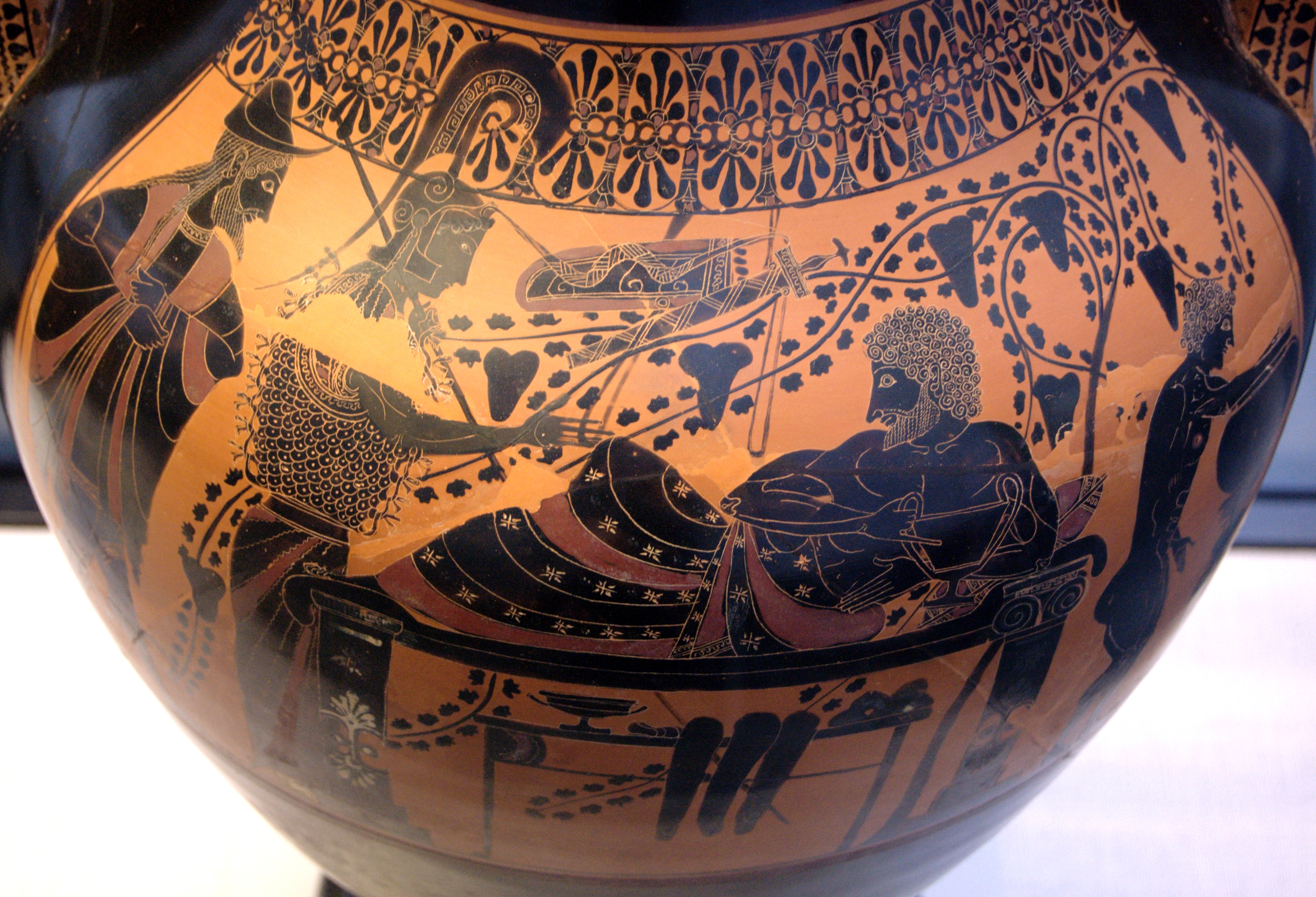
Чернофигурное изображение на амфоре Андокида. Геракл и Афина. Государственное античное собрание. Мюнхен

У нового стиля были явные преимущества, и, прежде всего, к ним следует отнести возможность детальной проработки изображения. В технике чернофигурного стиля линии внутри рисунка высекались по нанесённой краске, что не обеспечивало достаточной точности изображения. По сравнению с чернофигурными силуэтами, выглядящими как тени, краснофигурные изображения стали динамичнее и приблизились к жизни. Кроме того, красные фигуры отличались большей контрастностью на чёрном фоне. Появилась возможность изображать людей не только в профиль, но и анфас, со спины или в три четверти, а черты лица можно было прорисовать более детально. Краснофигурная техника позволяла лучше передать глубину и пространство.
Однако стиль имел и недостатки. Привычное для чернофигурного стиля изображение женского тела с помощью белой краски стало невозможным. Ценителям вазописи стало сложнее определить пол изображённого человека по одежде или причёскам, поскольку герои и боги изображались молодыми и безбородыми. На начальном этапе сложности представлял и расчёт пропорций фигур. В чернофигурной вазописи линии контуров визуально входили в изображённую фигуру. В краснофигурной вазописи контуры проводятся той же чёрной краской, что и фон вазы, поэтому контуры фигур становились частью фона и сливались с ним. Поэтому сначала фигуры на вазах, выполненных в новом стиле, получались достаточно худыми. Кроме того, сложность представляло изображение волос и бород, которые неизменно рисовались чёрными. Сначала, отдавая дань чернофигурной традиции, они процарапывали контур волос после нанесения и обжига чёрного лака и только позднее стали оставлять полоску незакрашенной глины. Другой проблемой были ограниченные возможности передачи пространственной глубины на чёрном фоне. Наконец, краснофигурный стиль ограничивал цветовые решения композиции. Если в чернофигурных росписях активно использовались краски различных цветов, то теперь использование некоторых оттенков стало затруднительным. Но преимущества краснофигурного стиля всё-таки перевесили его недостатки.

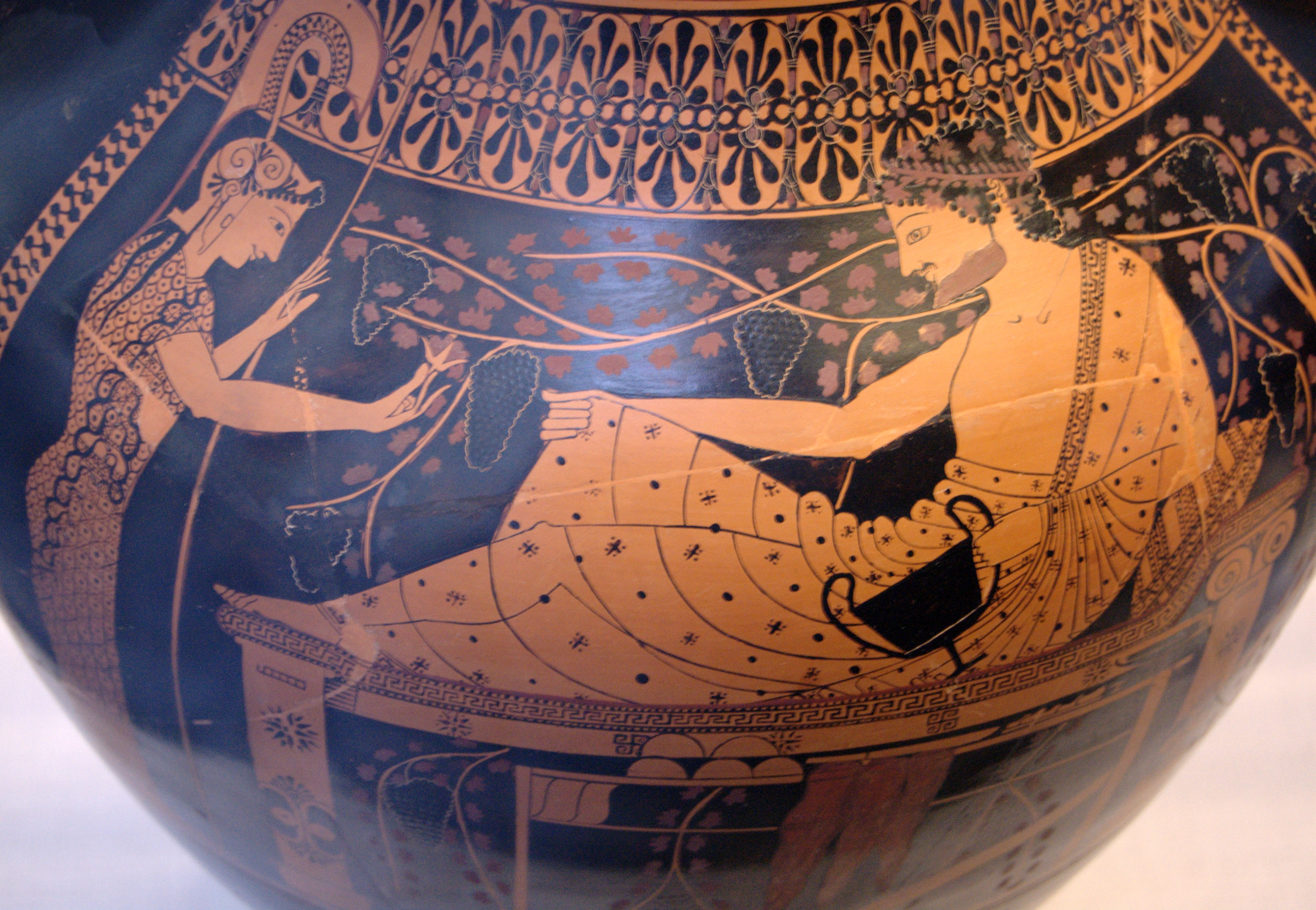
Краснофигурное изображение на амфоре Андокида. Геракл и Афина. Ок. 520-510 гг. до н. э. Государственное античное собрание. Мюнхен

## Аттическая вазопись

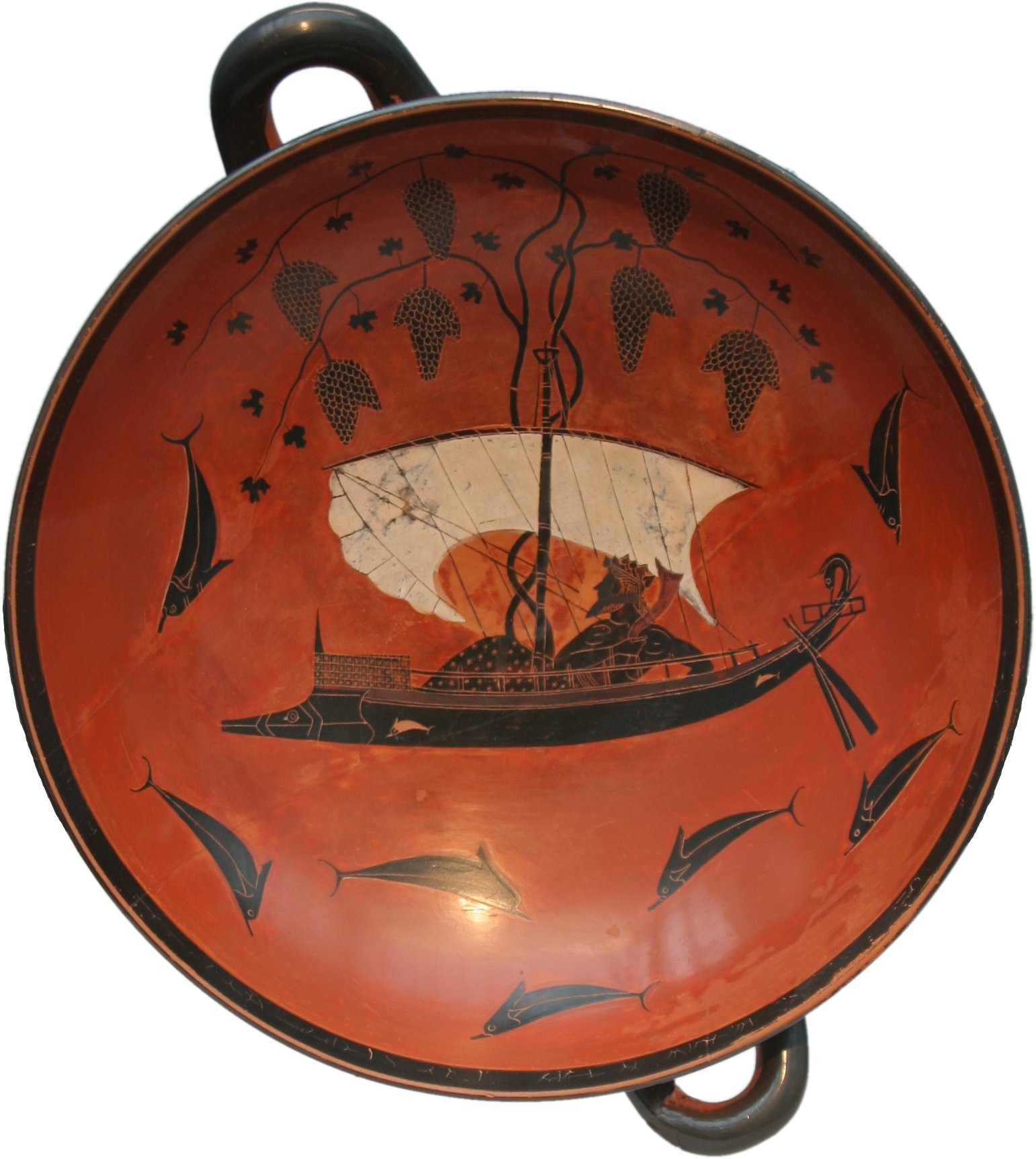
Знаменитый чернофигурный килик «Дионис в ладье» Эксекия. Ок. 530 г. до н. э. Государственное античное собрание. Мюнхен

Чернофигурная вазопись появилась в Коринфе в VII в. до н. э. и стала господствующим стилем в ареале расселения древних греков и даже далеко за его пределами. Помимо Коринфа возникли и другие центры производства. Сначала афинские гончарные мастерские копировали коринфский стиль. С течением времени Афины и Коринф поменялись местами. Мастерство аттических вазописцев поднялось до невиданных доселе высот, свой творческий потенциал они полностью исчерпали ко второй трети VI в. до н. э. Приблизительно к 530 г. до н. э. относится творчество самого известного представителя чернофигурного стиля вазописи — Эксекия. В течение V в. до н. э. тонкая краснофигурная керамика из Аттики лидировала в своей отрасли. Керамические изделия из Аттики распространились по всей греческой метрополии и даже завозились в Этрурию. Популярность этой керамики привела к открытию в нижней Италии и Этрурии мастерских и «школ» аттической вазописи, которые однако получили известность исключительно в соответствующем регионе.

### Истоки

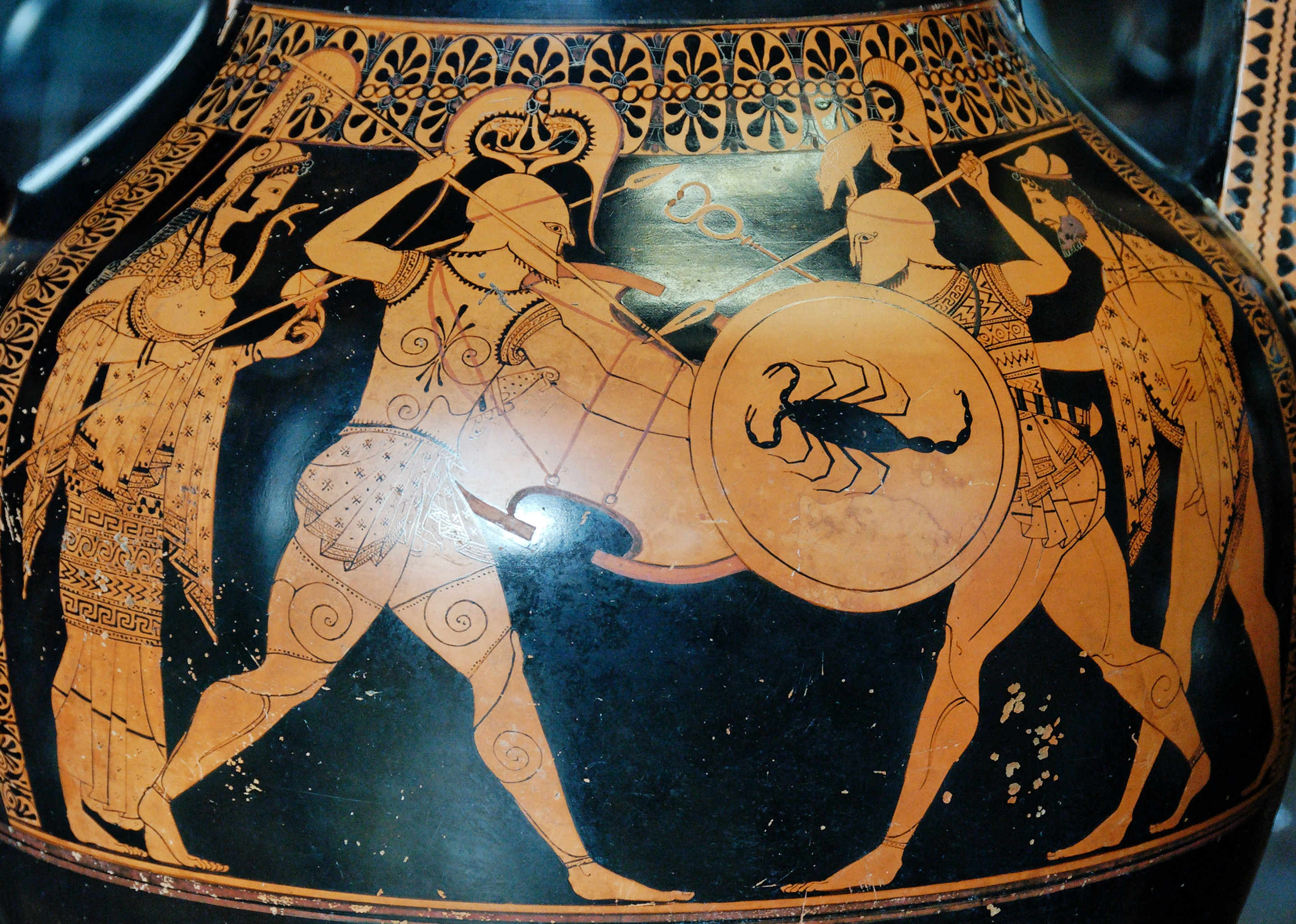
Амфора. Гончар Андокид. Вазописец Андокид. Воины, по бокам Гермес и Афина. Ок. 530 г. до н. э. Лувр. Париж

Первые вазы в краснофигурном стиле появились около 530 г. до н. э. Считается, что эту технику изобрёл вазописец Андокид. Первоначально Андокид и другие приверженцы нового стиля (например, Псиакс) расписывали вазы в двух стилях одновременно: на одной стороне вазы изображение выполнялось с чёрными фигурами, а на другой — с красными. Такие сосуды (например, в экспозиции Государственного античного собрания в Мюнхене), называются билингвами. По сравнению с чернофигурным стилем это был уже большой шаг вперёд, однако фигуры на них выглядели достаточно скованно, а сюжеты редко сочетались между собой. На этих вазах ещё можно отследить приёмы, заимствованные из старого стиля, как, например, насечки контуров изображений или покрытие значительных участков красной краской.

### Вазописцы-пионеры

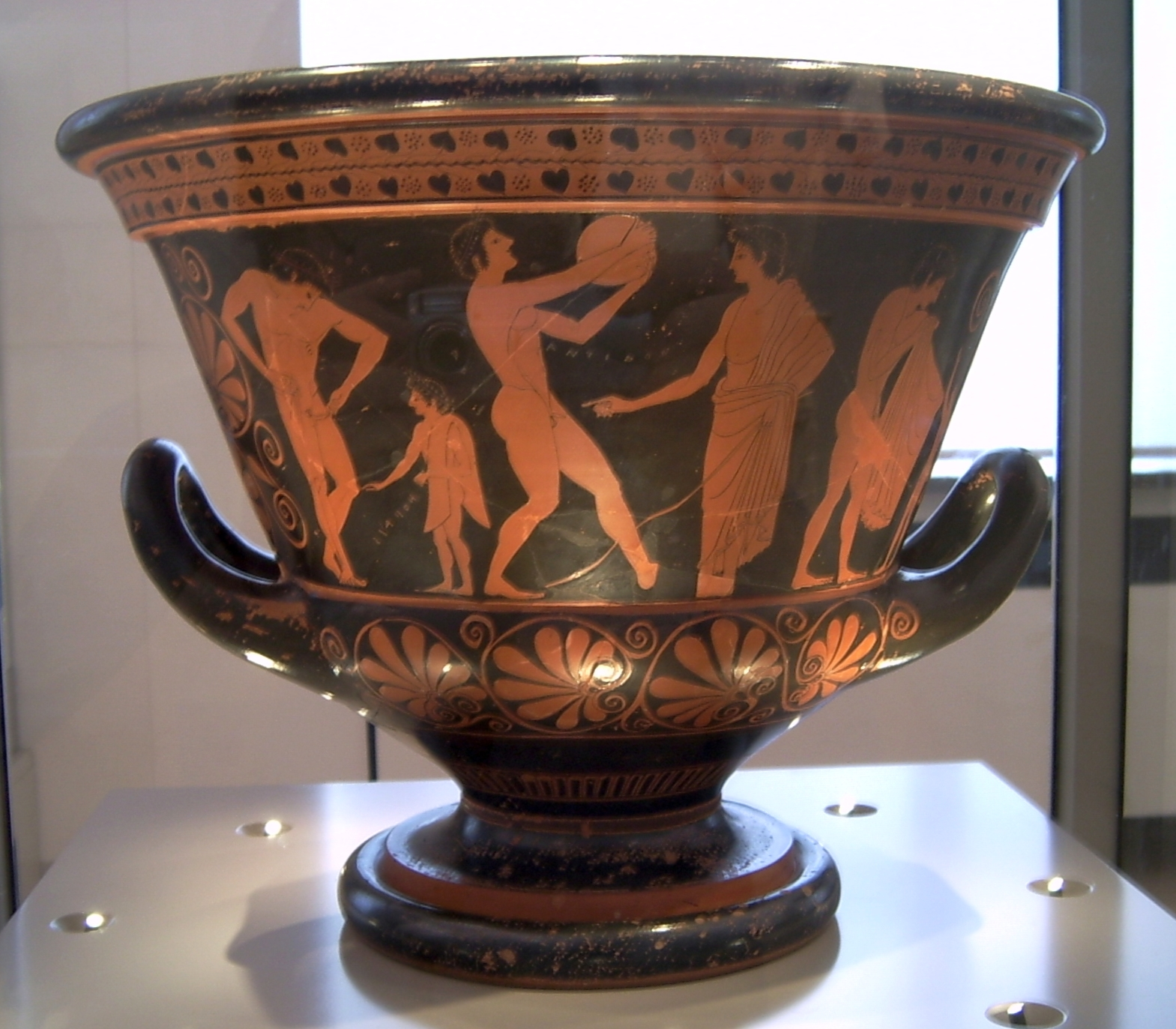
Кратер с изображением спортсмена при подготовке к состязаниям в палестре. Приписывается вазописцу Ефронию. Ок. 510—500 гг. до н. э. Античное собрание. Берлин

Первыми преимущества нового краснофигурного стиля оценили так называемые вазописцы-пионеры. Их творчество приходится на 520—500 гг. до н. э. Наиболее известные из них — Ефроний, Евфимид и Финтий. Выделенная на основе искусствоведческих исследований вазописная группа известна своими творческими экспериментами, открывавшими возможности нового краснофигурного стиля. Так, человеческие фигуры они изображали в новых положениях — со спины и анфас, художники экспериментировали со сжатой перспективой и использовали более динамичные композиции. Ефроний первым применил новый приём вазописи — рельефную линию. Благодаря тому, что многие вазописцы-пионеры были одновременно и гончарами, появились новые формы керамических сосудов: псиктер и пелика. Вазописцы-пионеры предпочитали в керамике большие формы и работали с амфорами и кратерами крупного размера. Несмотря на то, что вазописцев-пионеров не связывало какое-либо реальное объединение, они общались между собой, оказывая влияние друг на друга, между ними существовало дружеское творческое соревнование, стимулировавшее творческое развитие художников. Так на одной из ваз Евфимида красуется хвастливая надпись-граффити: «как никогда не умел Ефроний». Именно для вазописцев-пионеров было характерно наличие надписей на вазах.
В новом краснофигурном стиле расписывались не только сосуды, но и чаши. Так, например, Ольтос и Эпиктет расписывали чаши-билингвы, у которых краснофигурная вазопись находилась на лицевой стороне.

### Поздняяархаика

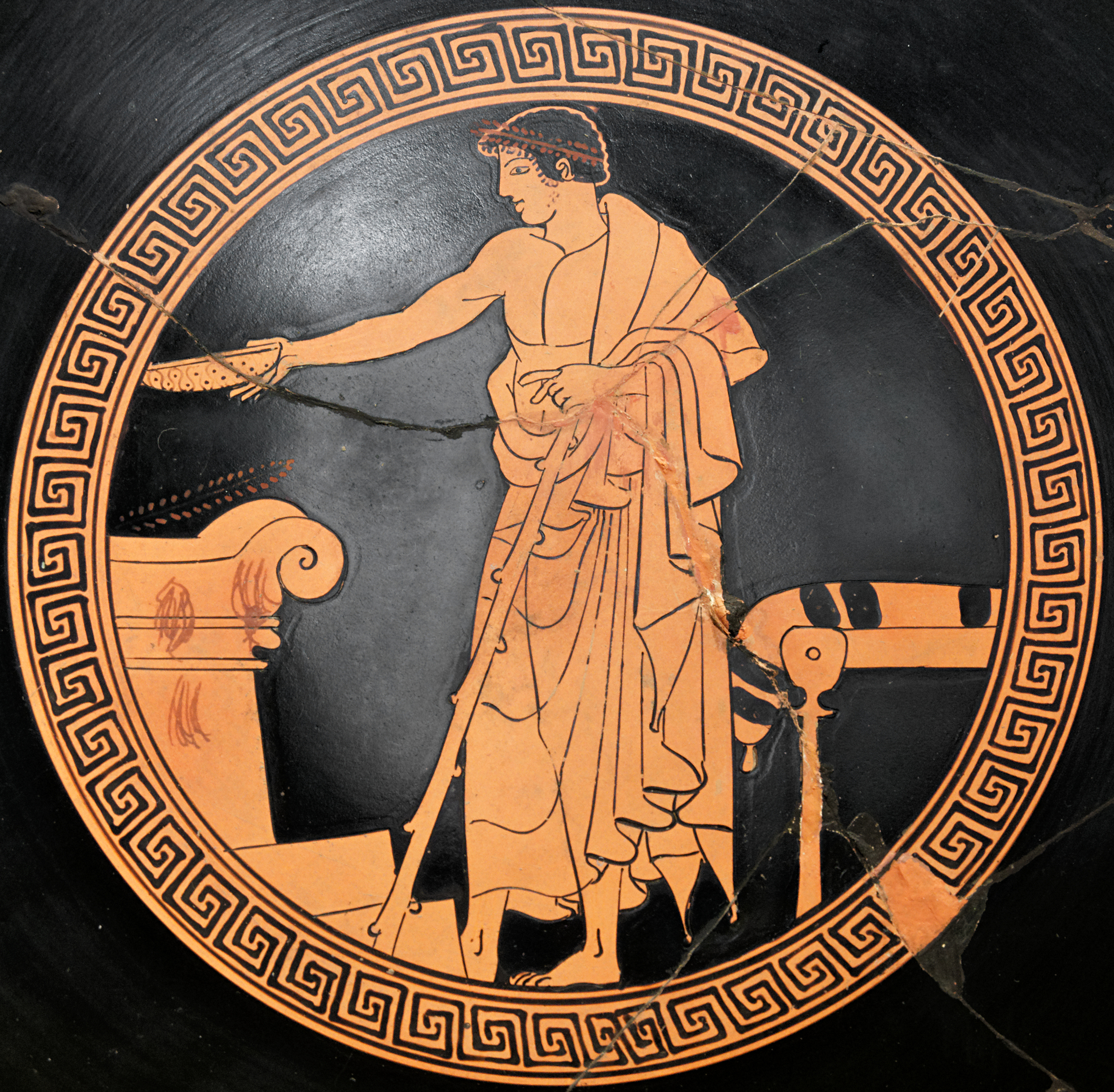
Фиала с изображением юноши, приносящего жертву вином, на лицевой стороне. Ок. 480 г. до н. э. Лувр. Париж

Расцвет краснофигурного стиля — заслуга следующего за вазописцами-пионерами поколения художников поздней архаики (прибл. 500—470 гг. до н. э.). В этот период недостатки чернофигурной вазописи стали очевидны, и она была практически полностью вытеснена новым стилем. На это время приходится творчество наиболее известных вазописцев: Берлинского вазописца и Клеофрада, расписывавших сосуды, и Онесима, Дуриса, Макрона и Брига, расписывавших чаши. Улучшается не только качество продукции, но и её объём увеличивается вдвое. Афины становятся ведущим центром в производстве тонкой керамики в Средиземноморье, почти все региональные гончарные центры за пределами Аттики потеряли своё значение.
Успех аттической керамики обусловило великолепное владение местными вазописцами перспективой, обеспечившее бо́льшую естественность и подвижность в изображении человеческого тела. Для росписи почти не используется орнамент, сократилось количество изображаемых лиц, исчезли анатомические детали. Но вазопись обрела новые темы. Особой популярностью стали пользоваться сцены из мифа о Тесее. Вазописцы экспериментируют с новыми формами керамических сосудов: появляется ноланская амфора, лекиф, фиалы типа В и динос. Вазописцы стали выбирать себе специализацию на определённых видах керамики.

### Период ранней и зрелойклассики

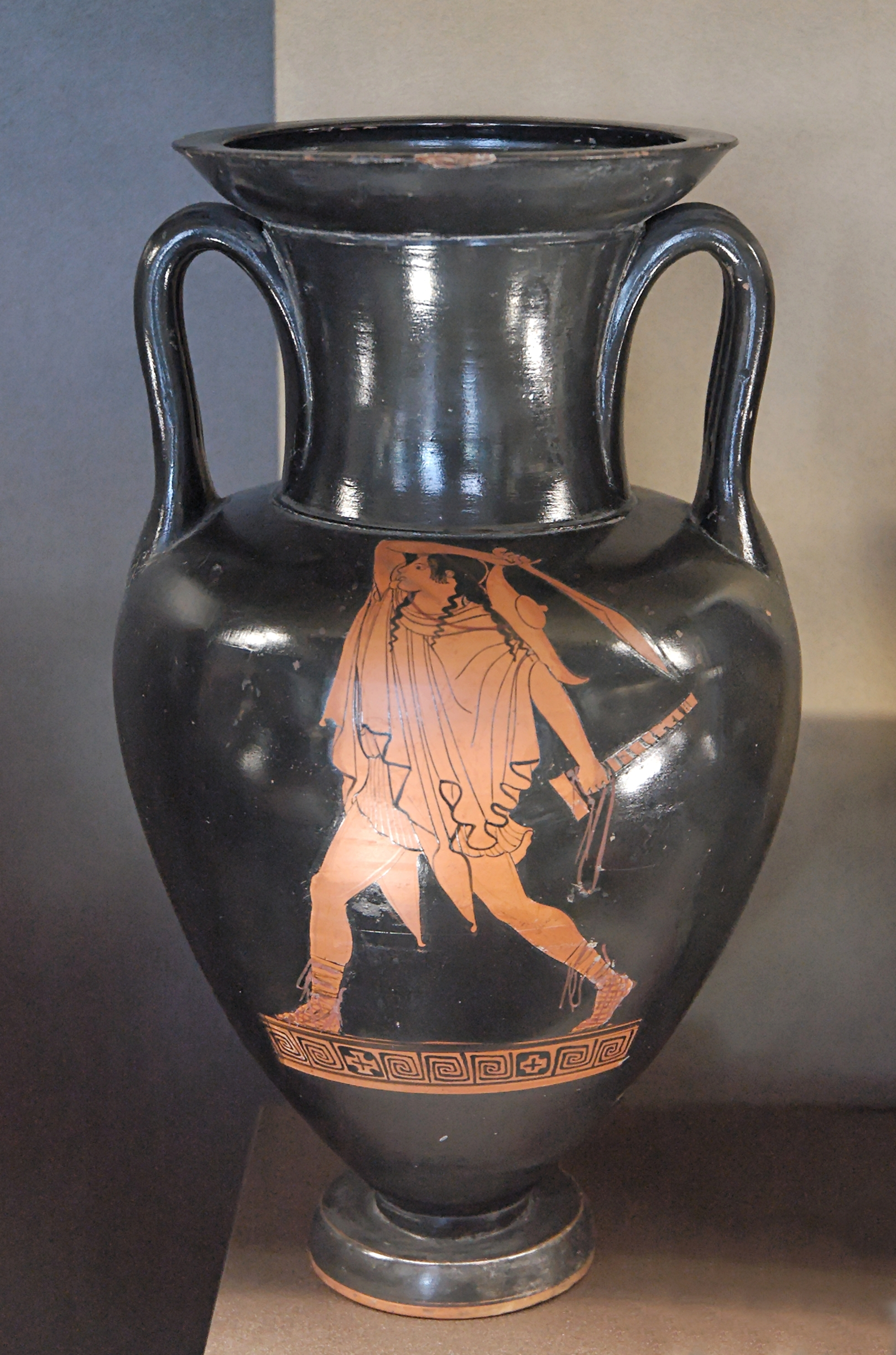
Амфора с изображением юноши, размахивающего мечом. Ок. 470 г. до н. э. Лувр. Париж

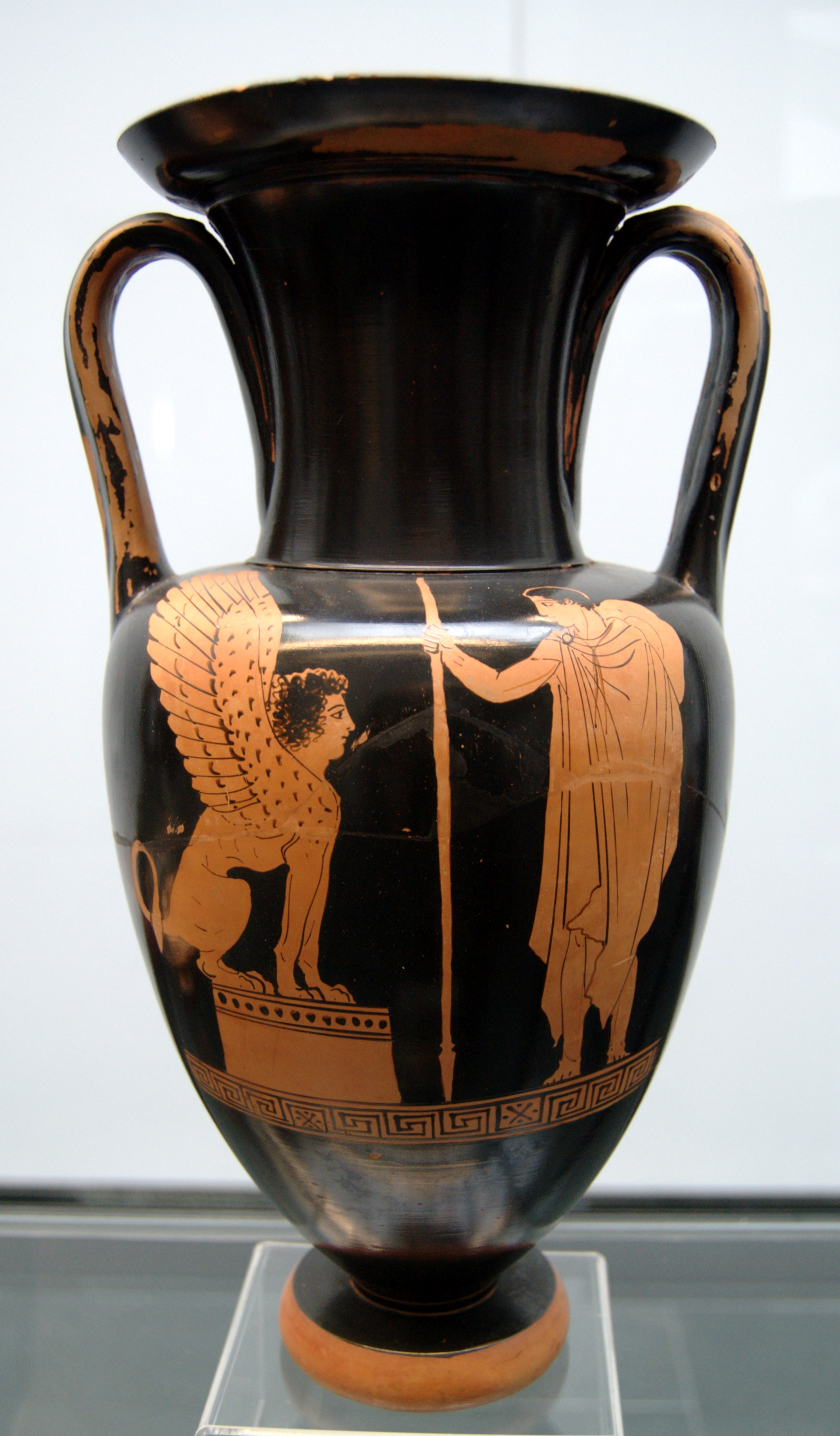
Ноланская амфора с изображением Эдипа и сфинкса работы вазописца Ахилла. Ок. 440—430 гг. до н. э. Государственное античное собрание. Мюнхен

Особенностью раннеклассического изображения людей был их низкий рост и отсутствие в изображениях динамики. Поэтому они производили серьёзное и патетическое впечатление. Складки одежды на изображениях наоборот стали более мягкими и пластичными. Произошли изменения и в типологии самих изображений. Во-первых, вазописцы стали часто изображать не только сами моменты событий, но и сцены, непосредственно предшествующие им. Во-вторых, в вазописи нашли отражение и другие новые достижения афинской демократии. Прослеживается влияние древнегреческой трагедии и практически не сохранившейся древнегреческой настенной живописи. Вазописцев зрелой классики вдохновлял Парфенон и его скульптуры, что в первую очередь отразилось в технике изображения одежды. Ниспадающие складки ткани выглядели на изображениях более естественными, что придавало большую глубину изображению. Композиции изображений ещё более упростились. Художники особо ценили симметрию и гармонию. Ставшие опять более стройными человеческие образы излучали внутреннее, почти божественное спокойствие.
Ближе к середине V в. до н.э. в краснофигурной вазописи наметились существенные изменения. Фигуры изображаемых людей становились всё более объёмными — мастера стремились к реалистичности изображений. Большое влияние на вазописцев оказывали произведения иных областей искусства. Так, к новым поискам в сфере мастерства изображения людей их сподвигли стенные росписи Полигнота, который начал рисовать на лицах своих героев эмоции, что было новым приёмом. Кроме того, в изобразительном искусстве стало гораздо больше внимания уделяться соотношению переднего и заднего плана, мастера стали стремиться не только придать объём фигурам, но и изобразить глубину пространства.
Таким образом, в середине V века до н.э. произошёл переход от строгого стиля к свободному. Его характерными чертами стали гораздо большая объёмность фигур, стремление передать глубину изображения, сильное влияние на вазописцев монументальной живописи, господство композиций с изображением фигур людей, занимающих значительную часть сосуда, а также практически полное отсутствие декоративного орнамента. Помимо этого, под влиянием монументальной архитектуры и росписи, вазописцы начали изображать людей в более величественных и спокойных позах, без резких порывов. С другой стороны, мастера стали гораздо смелее использовать различные ракурсы, делая это весьма успешно, что также приближало их к реализму. Если для строгого стиля было характерно наличие множества условностей в изображении одежды, отдельных частей тела, положений головы, то вазописцы свободного стиля в первую очередь стремились передать реальные очертания предметов. Однако свободный стиль так и не избавил мастеров от стремления идеализировать внешность людей, что делало их похожими друг на друга.
Наиболее известные вазописцы периода ранней и зрелой классики (480—425 гг. до н. э.) — Гермонакс и Вазописец Ахилла, продолжившие художественные традиции Берлинского вазописца. Сюда также относится Мастер фиал, состоявший в учениках у Вазописца Ахилла. Появились новые художественные течения, например, «маньеристы», выдающимся представителем которых был Вазописец Пана. Другое художественное направление представляют Мастер Ниобид, Полигнот, Клеофон и Вазописец диносов.

### Период поздней классики

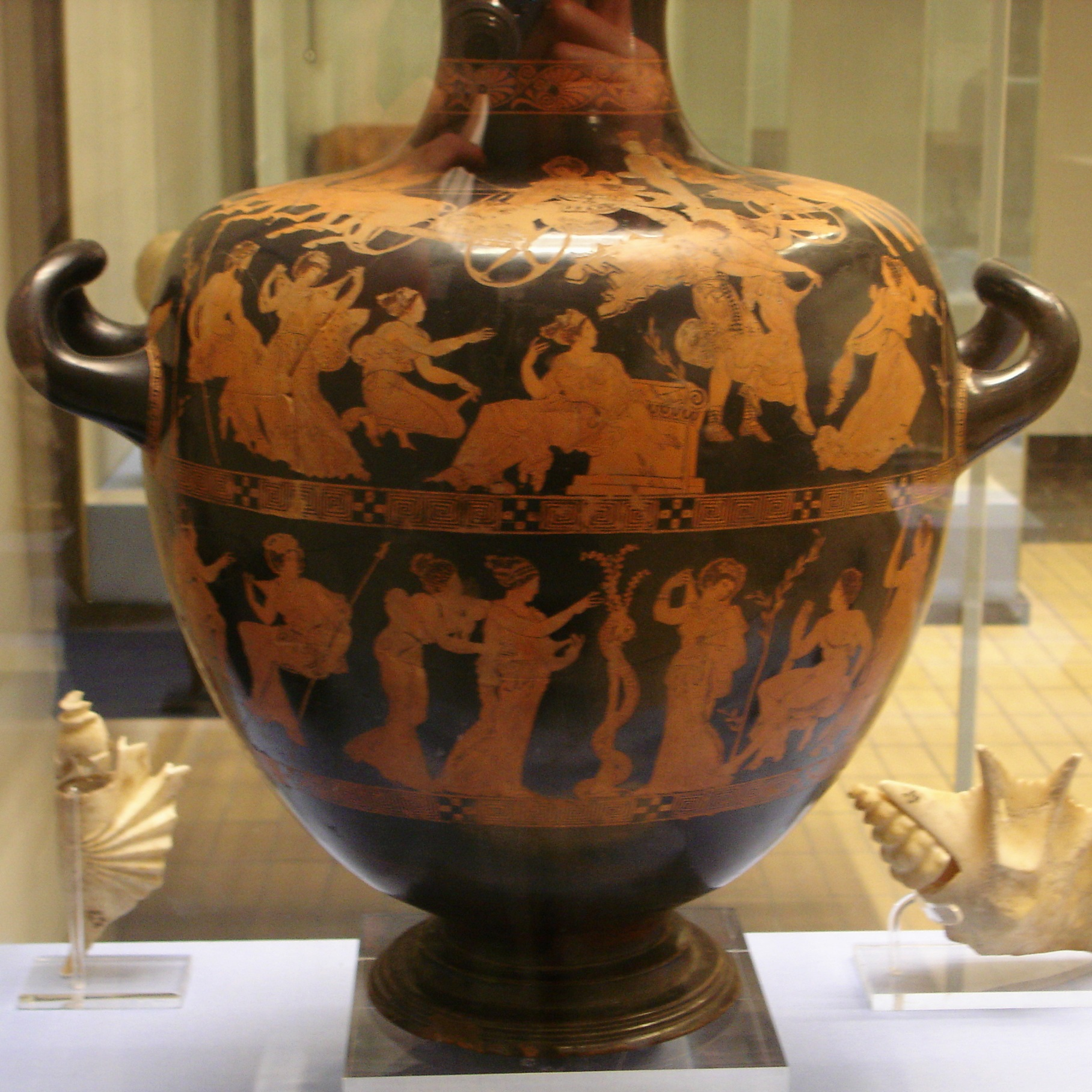
Гидрия работы Мидия: в верхнем фризе — похищение дочерей Левкиппа Диоскурами, в нижнем — Геракл в саду Гесперид и группа афинских героев. Ок. 420—400 г. до н. э. Британский музей. Лондон

В период поздней классики — начиная с последней четверти V в. до н. э. — в аттической вазописи возникли два противоположных течения. С одной стороны, появилось направление, близкое к «роскошному стилю» в древнегреческой скульптуре, с другой, продолжали развиваться основные тенденции зрелой классики. Наиболее известным представителем «роскошного стиля» был вазописец Мидий. Характерным для его творчества было изображение прозрачной одежды и огромного количества складок на ней. Роспись отличалась большим количеством декоративных элементов и дополнительных объектов. Использовались новые цвета, преимущественно белый и золотой, оттеняющие рельефные украшения, что стало первой попыткой создания на вазах трёхмерных изображений. Наблюдалась тенденция к «смягчению» форм: отличительной чертой изображения мужского тела перестали быть исключительно мускулы.

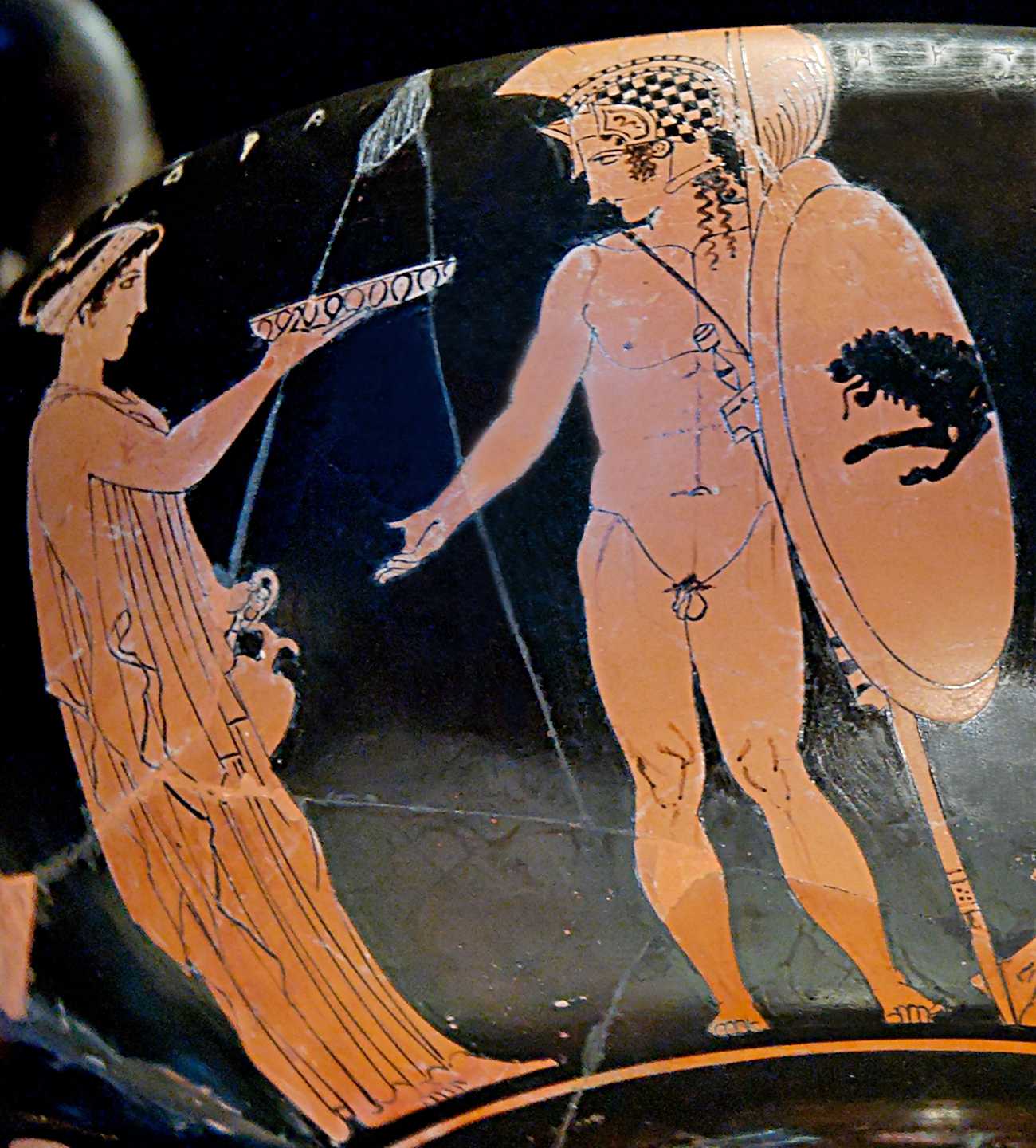
Канфар вазописца Эретрия с изображением Кассандры и Гектора. Ок. 425-420 гг. до н. э.

В поисках сюжетов для своих изображений вазописцы реже обращаются к мифологии. Из мифологических персонажей на вазах встречаются только Дионис и Афродита. Популярной становится роспись сосудов сценами из частной жизни. На вазах преобладают сцены из жизни женщин. Причина таких изменений в выборе сюжетов доподлинно неизвестна. Возможно, что таким образом на художниках отразились ужасы Пелопоннесской войны. Искусствоведы также объясняют такие изменения потерей афинскими мастерами гончарного дела лидирующих позиций в Средиземноморье, что в конечном счёте тоже было вызвано последствиями войны. Афинские гончары стали работать для клиентов на территории Испании, у которых были другие вкусовые предпочтения и потребности. Однако некоторые вазописцы сохранили верность старому стилю. Вазописец Эретрия пытался соединить воедино оба художественных направления. Шедевры поздней классики представляют собой сосуды небольшого формата: лекифы, пиксиды и ойнохойи. У вазописцев также пользовались успехом и леканисы, оксибафоны и гидрии.

### «Беглый» стиль
В конце V — начале IV века до н.э. наметились существенные изменения в вазописи. Так, если до этого времени она была неразрывно связана со всем греческим искусством в целом, то есть испытывала влияние живописи и даже архитектуры, то в IV веке до н.э. вазопись постепенно стала отдаляться от стремительно развивавшейся живописи, новые техники которой стали недоступны вазописцам. Это привело к началу процесса деградации вазописи, которая всё больше становилась предметом лишь ремесленного мастерства. В попытках соответствовать веяниям «большого искусства» вазописцы этого периода пытались привнести новые техники в роспись — так появился беглый стиль. Он отличался более небрежными и свободными линиями, которые наносились теперь в основном с помощью кисти — перо отошло на второй план. Кроме того, гораздо больше стали применяться краски самых различных цветов. Для обозначения цвета человеческого тела, в первую очередь женского, активно использовалась белая краска, что ранее было не так распространено в краснофигурной росписи.
Само гончарное дело в этот период вступило в кризис. Всё более популярной становилась металлическая посуда, технологии изготовления которой позволяли делать её поверхность рельефной. Гончары также стремились подражать этой технике, а потому стали создавать глиняные сосуды, украшенные подобием барельефа. При этом, такие изделия зачастую вообще не расписывались, а просто покрывались лаком. С помощью рельефных включений мастера краснофигурной росписи пытались и компенсировать невозможность придать должный объём фигурам с помощью вазописи. В это время стали меняться и формы сосудов. Они утрачивали пропорциональность, становились более вытянутыми, а их контуры теряли свою плавность.
Упрощалась и тематика росписи, сюжет отступал на второй план. Мастера всё больше склонялись к изображению групп героев, не вовлечённых в какое-либо действие, а просто присутствующих рядом. Если и избирался какой-либо сюжет для росписи, то наиболее популярными стали вакхические сюжеты, излюбленными героями были Дионис, Афродита, приспешники Диониса сатиры. В это же время происходит возвращение к обилию орнаментальных композиций, которые теперь, однако, рисовались на новом уровне мастерства, им придавались красочность и объём.
Аттика в период поздней классики начала постепенно терять былое господство в области вазописи, хотя всё ещё оставалась на передовой. В аттических росписях присутствовали все вышеназванные тенденции. Так, росписи теряли свою сюжетность. Например, на краснофигурном кратере этого периода, хранящемся в ГМИИ им. А. С. Пушкина, изображены Афродита и Эрот, фигуры которых выполняют лишь декоративное назначение.

### Керченские вазы

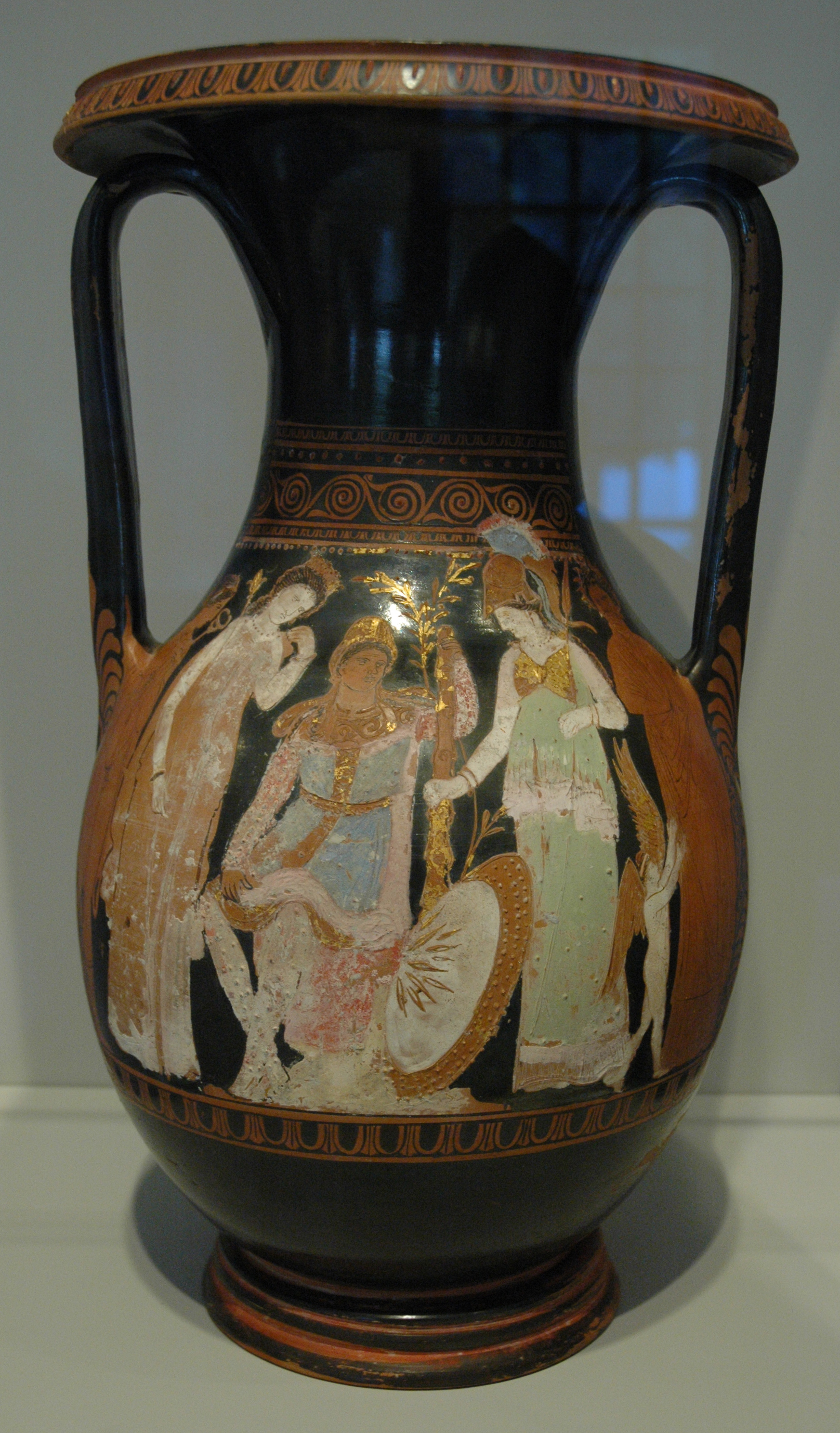
Суд Париса. Роскошный керченский стиль.
Ок. 360 г. до н. э., Музей Гетти.

Последние десятилетия истории краснофигурной вазописи в Аттике ознаменовались расцветом керченских ваз. Этот стиль, существовавший с 370 года до н. э. по 330 гг. до н. э., получил своё название по месту обнаружения — Керчи — и объединил в себе роскошный и строгий стили, однако с преобладанием элементов первого. Характерными чертами керченских ваз является перегруженность композиции большими, похожими на статуи, образами. Помимо обычных цветов росписи в Керчи использовались синяя и зелёная краски. Чтобы подчеркнуть объём и тени, наносился тонкий слой шликера. Иногда фигуры выполнялись в технике аппликативного рельефа, то есть на тулово вазы прикреплялись фигурные рельефы. Сократилось количество используемых в вазописи форм сосудов — чаще всего расписывали пелики, кубковые кратеры, лекифы, скифосы, гидрии и ойнохойи. В сюжетах изображений преобладают сцены из жизни женщин, а в мифологии по-прежнему лидируют Дионис, а также Ариадна и Геракл.
Последние украшенные фигурной росписью вазы были созданы в Афинах не позднее 320 г. до н. э.

### Вазописцы и их произведения

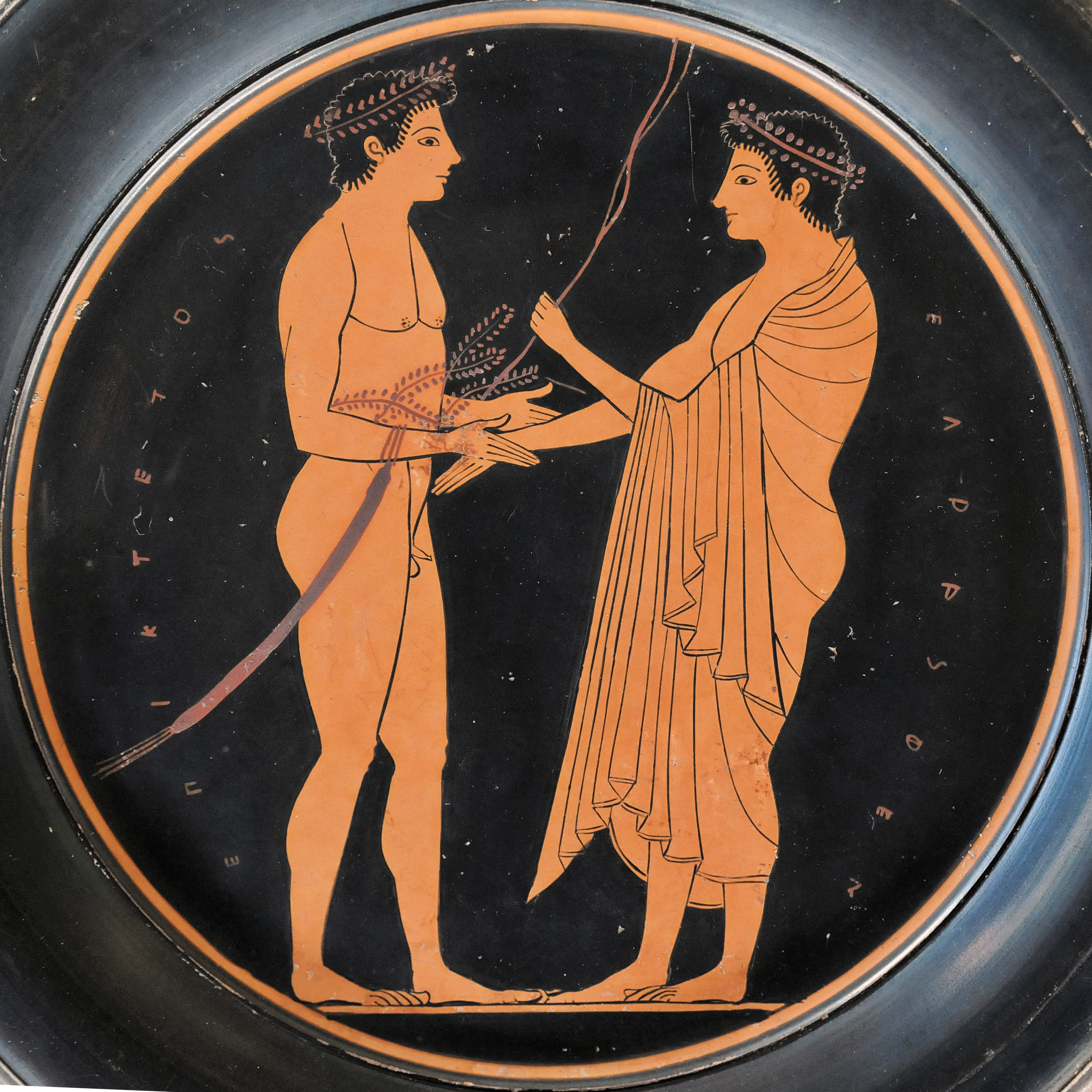
Подпись вазописца Эпиктета на килике. Тондо с изображением сцены в палестре. Ок. 520—510 г. до н. э. Лувр

Афинские гончары проживали в квартале Керамик. Здесь находились как крупные, так и небольшие гончарные мастерские. В 1852 году в Керамике на «улице Гермеса» была обнаружена мастерская так называемого Йенского вазописца. Найденная в ней посуда хранится в настоящее время в университетском собрании Университета им. Фридриха Шиллера в Йене.
Благодаря подписям на вазах известны имена порядка сорока аттических вазописцев. Помимо имени художника на сосуде обычно стоит др.-греч. ἐγραψεν (égrapsen — «нарисовал»). К подписи гончара обычно добавлялось др.-греч. ἐποίησεν (epoíesen — «сделал»). Подписи гончаров встречаются почти в два раза чаще, чем подписи вазописцев. Первые подписи датируются 580 г. до н. э. Подписи на керамике с гордостью часто проставляли вазописцы-пионеры.

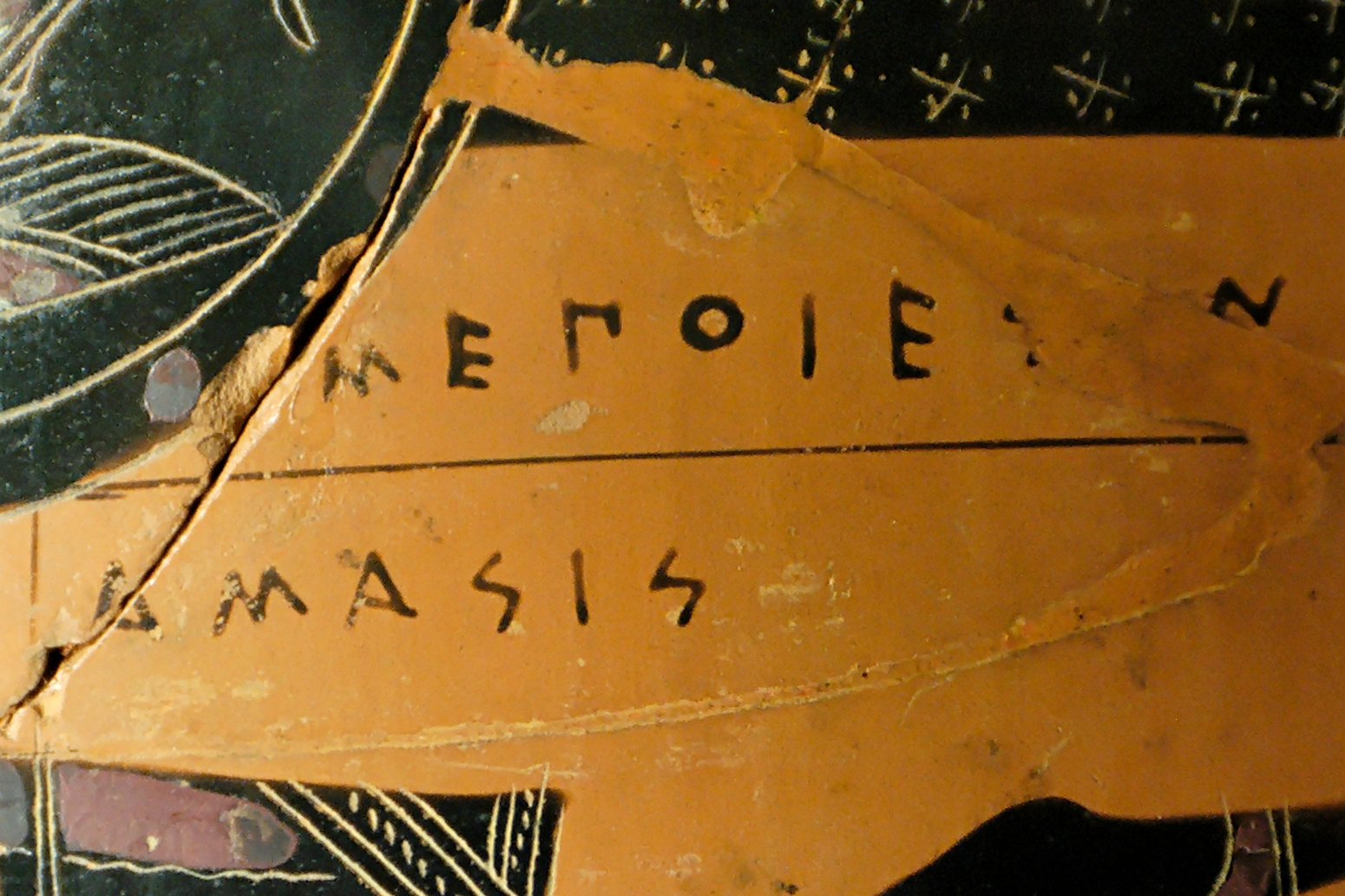
Подпись гончара Амасиса на ольпе. Ок. 550—530 гг. до н. э. Лувр. Париж

Судя по количественному соотношению подписей гончаров и вазописцев, ремесло гончара пользовалось бо́льшим почётом и уважением. Статус древнегреческого вазописца точно не установлен. Известно, что Ефроний и другие вазописцы были одновременно и гончарами, поэтому считается, что большинство вазописцев не являлись рабами. Однако имена некоторых художников указывают на то, что среди вазописцев были бывшие рабы либо метеки. Некоторые из сохранившихся собственных имён невозможно интерпретировать однозначно. Так, подпись «Полигнот» ставили несколько вазописцев, которые, возможно, пытались преуспеть за счёт более известного художника-монументалиста. Возможно, аналогично использовались и другие известные имена, как, например, Аристофан. Творчество некоторых вазописцев удалось проследить на протяжении лишь краткого периода времени — одного-двух десятилетий, но известны и художники, работавшие гораздо дольше: Дурис, Макрон, Гермонакс или вазописец Ахилла. На основании имеющихся данных о том, что вазописцы стремились стать гончарами, и при отсутствии данных о том, что гончары брались за вазописные работы, предполагается, что карьера в гончарном деле начиналась с подмастерья, в обязанности которого входила роспись ваз, и заканчивалась гончаром. Такое разделение труда очевидно существовало и в эпоху краснофигурной вазописи, в то время как в чернофигурный период многие мастера самостоятельно выполняли как гончарную, так и вазописную работу — (Эксекий, Неарх и возможно Амасис). С ростом спроса на керамические товары изменился технологический процесс в гончарном деле, появилось разделение труда, и не всегда однозначное деление на гончаров и вазописцев стало нормой.
Роспись сосудов поручалась преимущественно молодым подмастерьям. Исходя из этого можно сделать предположения о возможностях ремесленных коллективов. Обычно в одной гончарной мастерской работало несколько вазописцев, поскольку работы одного гончара, относящиеся к одному и тому же периоду времени, расписаны разными вазописцами. Так на Ефрония работали, в частности, Онесим, Дурис, Антифон, Триптолем и Пистоксен. Возможно, вазописцы работали одновременно на несколько мастерских. Так вазописец чаш Ольтос расписывал керамику, изготовленную не менее чем шестью разными гончарами.
Современный взгляд на вазописцев как на художников и соответственно на их работы как на произведения искусства не соответствует античной реальности. Вазописцы как и гончары были ремесленниками, а результаты их труда — товаром. Ремесленники должны были обладать соответствующим уровнем образования, о чём свидетельствуют надписи на керамике. Однако встречаются и бессмысленные сочетания букв, что свидетельствует о том, что грамотой владели не все вазописцы. Версия о принадлежности гончаров и вазописцев к элите Аттики не нашла серьёзных доказательств. Большая часть вазописных работ выполнялась на псиктерах, кратерах, кальпидах, стамносах, киликах и канфарах, предназначавшихся для симпосиев.
Тщательно расписанная керамика была хорошей, но не самой ценимой столовой посудой у древних греков. Более ценилась посуда из благородного металла. Однако керамические вазы не были дешёвым товаром, особенно дорого стоили изделия большого размера. В 500 г. до н. э. большой расписной сосуд стоил около одной драхмы, что составляло дневной заработок каменотёса. На основе многочисленных находок в захоронениях выявлено, что нижние слои общества использовали в быту простую по оформлению керамику и ещё чаще посуду из дерева.
Многочисленные находки краснофигурной керамики свидетельствуют о том, что сосуды, возможно, не самого высшего качества, использовались в повседневной жизни. Но большую часть продукции гончарных мастерских составляли сосуды для культовых ритуалов и погребений. Производство высококачественной керамики было определённо прибыльным делом. Так, осколки драгоценного священного подарка вазописца Ефрония были найдены в афинском Акрополе.
Нельзя недооценивать роль экспорта афинской керамики в благосостоянии города. Многие гончарные мастерские ориентировались на экспорт продукции и выполняли те сосуды, которые пользуются спросом в соответствующем регионе. Закат аттической вазописи произошёл именно тогда, когда этруски, основные потребители этой продукции, попали под влияние со стороны римлян и греков из южной Италии. Другой причиной исчезновения украшенной росписью посуды стало изменение вкуса с наступившей эпохой эллинизма. Подтверждением ориентированности вазописцев на экспорт является почти полное отсутствие на изображениях театральных сцен, поскольку покупатели керамики, относящиеся к другим культурным кругам, как, например, этруски или жители Иберийского полуострова, не могли понять их содержание, и они не представляли для них интереса. Напротив, в вазописи нижней Италии, не ориентированной на экспорт, вазы с изображением театральных сцен не являются редкостью.

## Вазопись Нижней Италии
Нижняя Италия (вместе с Сицилией) в вазописи — единственный регион, который как по своему художественному значению, так и по уровню научной исследованности может сравниться с Аттикой. В отличие от аттических итальянские вазописцы работали преимущественно на местные рынки. За пределами нижней Италии их работы встречаются редко. Первые гончарные мастерские в нижней Италии в середине V в. до н. э. открывали аттические гончары. Местные ремесленники быстро изучили технику гончарных и вазописных работ и вскоре преодолели тематическую и формальную зависимость от аттической вазописи. К концу столетия в Апулии появились так называемые «роскошный» и «строгий» стили. Роскошный стиль проник и в вазописные школы континентальной Италии, которые однако не смогли достичь уровня апулийцев.
Расцвет итальянской вазописи начался именно в период упадка аттической вазописи. Это было связано с тем, что до этого времени, несмотря на своё мастерство, итальянские мастера во многом заимствовали аттические техники, а потому не могли конкурировать с самой Аттикой. Кроме того, последняя активно продавала свои изделия Нижней Италии, что тоже сдерживало развитие местных мастерских.
В настоящее время насчитывается приблизительно 21 тысяча ваз и их фрагментов, изготовленных в нижней Италии. Из них около 11 тысяч составляют апулийские вазы, 4 тысячи — родом из Кампании, 2 тысячи сделано в Пестуме, полторы тысячи — в Лукании и около одной тысячи — на Сицилии.

### Апулия

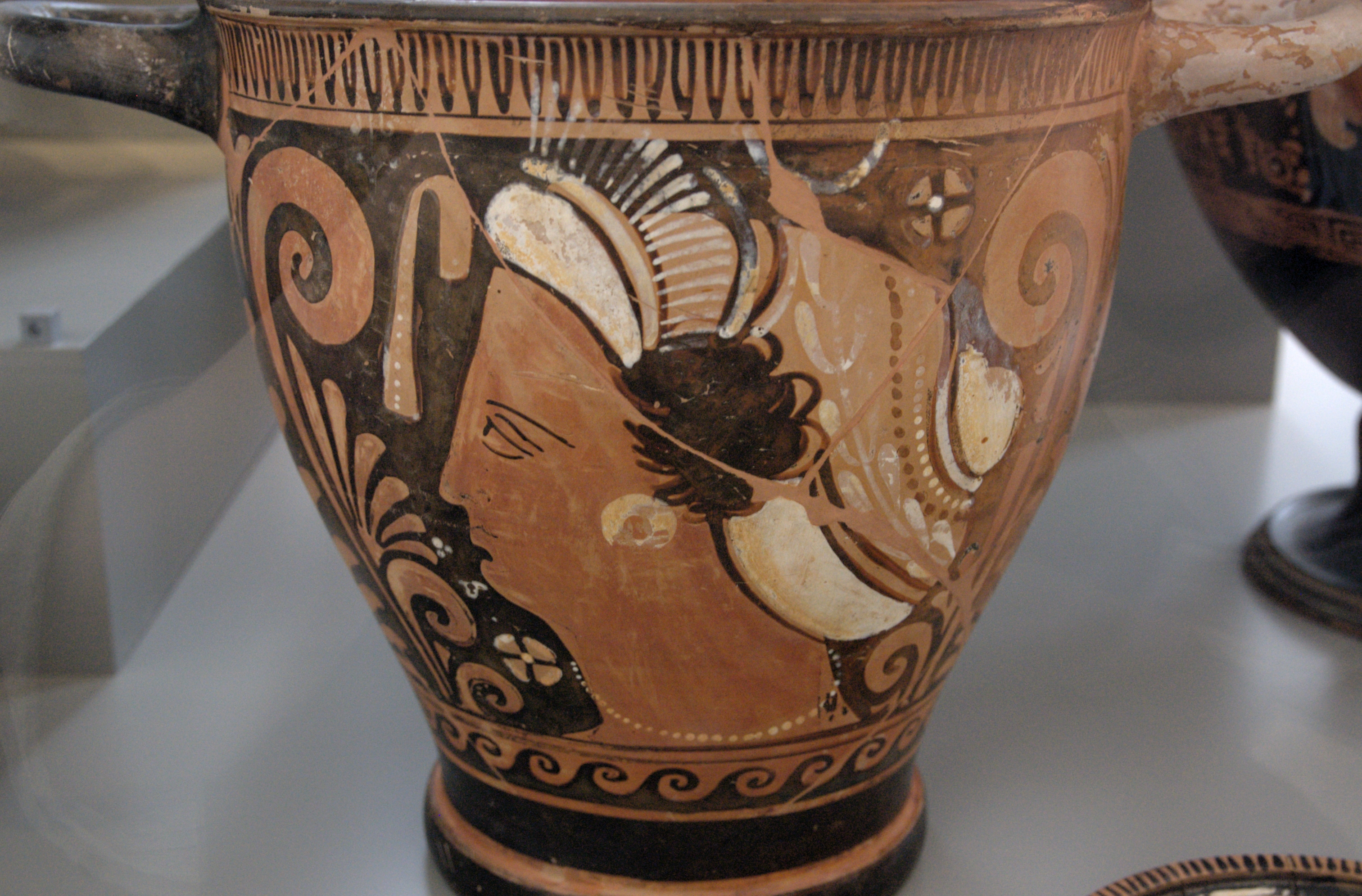
Скифос с изображением женской головы работы Вазописца Армидали. Ок. 340 г. до н. э. Старый музей. Берлин

Апулия занимала лидирующие позиции в вазописи нижней Италии. Основной центр гончарного производства находился в Таренте. Краснофигурные вазы изготавливались в Апулии в период с 430 по 300 г. до н.э. В апулийском стиле принято выделять два направления: роскошный и строгий стили вазописи. В строгом стиле обычно расписывались более мелкие сосуды, исключение составляли лишь колоколообразные кратеры и кратеры-колонетты. На этих вазах редко встречается более четырёх фигур. Изображения на вазах охватывают сцены на мифологические сюжеты, женские головы, батальные сцены и сцены прощания, а также фиасы — торжественные шествия в честь Диониса. На обратной стороне «строгих» ваз часто встречаются характерные для вазописи нижней Италии изображения «юношей в одеждах». Существенной чертой этих выдержанных в строгом стиле ваз является практически полный отказ от использования дополнительных цветов. Наиболее известными апулийскими вазописцами считаются Вазописец Сизифа и Тарпорлийский вазописец. С середины IV в. до н. э. наблюдается сближение строго стиля с роскошным. Наиболее ярким представителем этого периода является Варрезский вазописец.

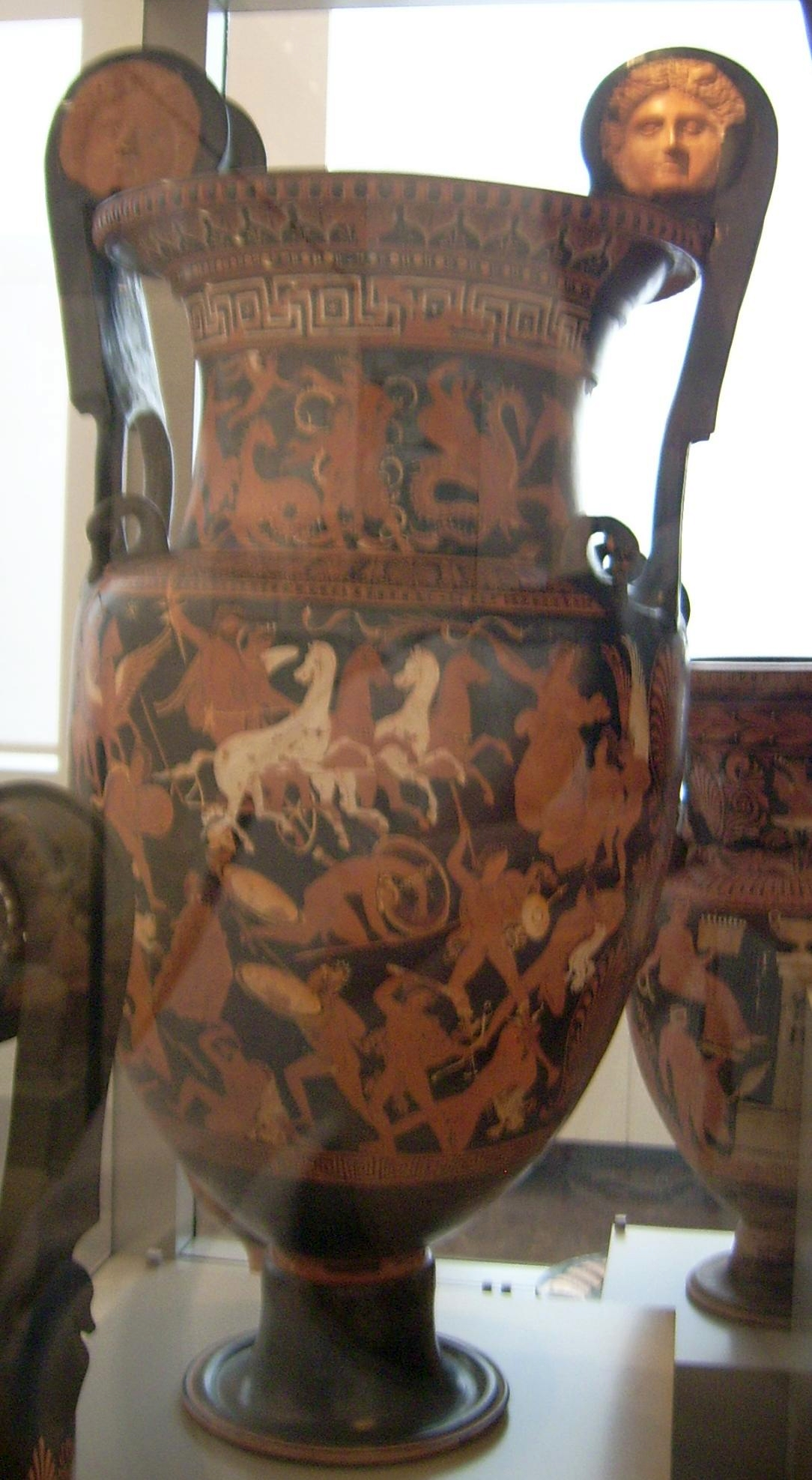
Кратер с изображением гигантомахии Вазописца преисподней. Ок. 340 до н. э. Старый музей. Берлин

Вазописцы роскошного стиля предпочитали вазы большого размера: кратеры с волютами, амфоры, лутрофоры и гидрии. На большой поверхности тулова такого сосуда иногда размещалось до 20 фигур, часто в нескольких регистрах. В вазописи роскошного стиля часто использовались дополнительные цвета, прежде всего оттенки красного, золотой и белый цвета. Начиная со второй половины IV в. до н. э. горлышко и боковые части сосудов стали расписываться богатыми растительными орнаментами. В это же время вазописцы стали использовать возможности перспективы, прежде всего, для изображения зданий — дворцов преисподней и наисков. С 360 г. до н. э. такие архитектурные изображения часто встречаются в сценах, связанных с культом мёртвых на «наисковых вазах». Этот стиль представляют Вазописец Илиуперса, Вазописец Дария и Балтиморский вазописец. Успехом пользовались сцены на мифологические сюжеты: собрания богов, амазономахии, Троянская война, Геракл и Беллерофонт. Однако среди них встречались и редкие мифологические изображения, которые рассматриваются специалистами в качестве единственных иконографических источников. Типичен для апулийских мастеров и неизвестный в аттической вазописи театральный сюжет. Нередко на апулийских вазах встречаются шутливые сцены (так называемые вазы с изображением флиака). Сцены из повседневной жизни и изображения атлетов напротив были популярны лишь на заре становления апулийской вазописи, после 370 г. до н. э. они полностью исчезают из набора сюжетов апулийских вазописцев.
Апулийская вазопись оказала большое влияние на другие центры гончарного производства. Считается, что некоторые вазописцы из Апулии переселились в другие города нижней Италии и распространили там свой опыт. Помимо краснофигурных ваз Апулия славилась своими чернолаковыми сосудами с нанесённым сверху узором (гнафиями) и полихромными вазами (вазами из Канозы).

### Кампания

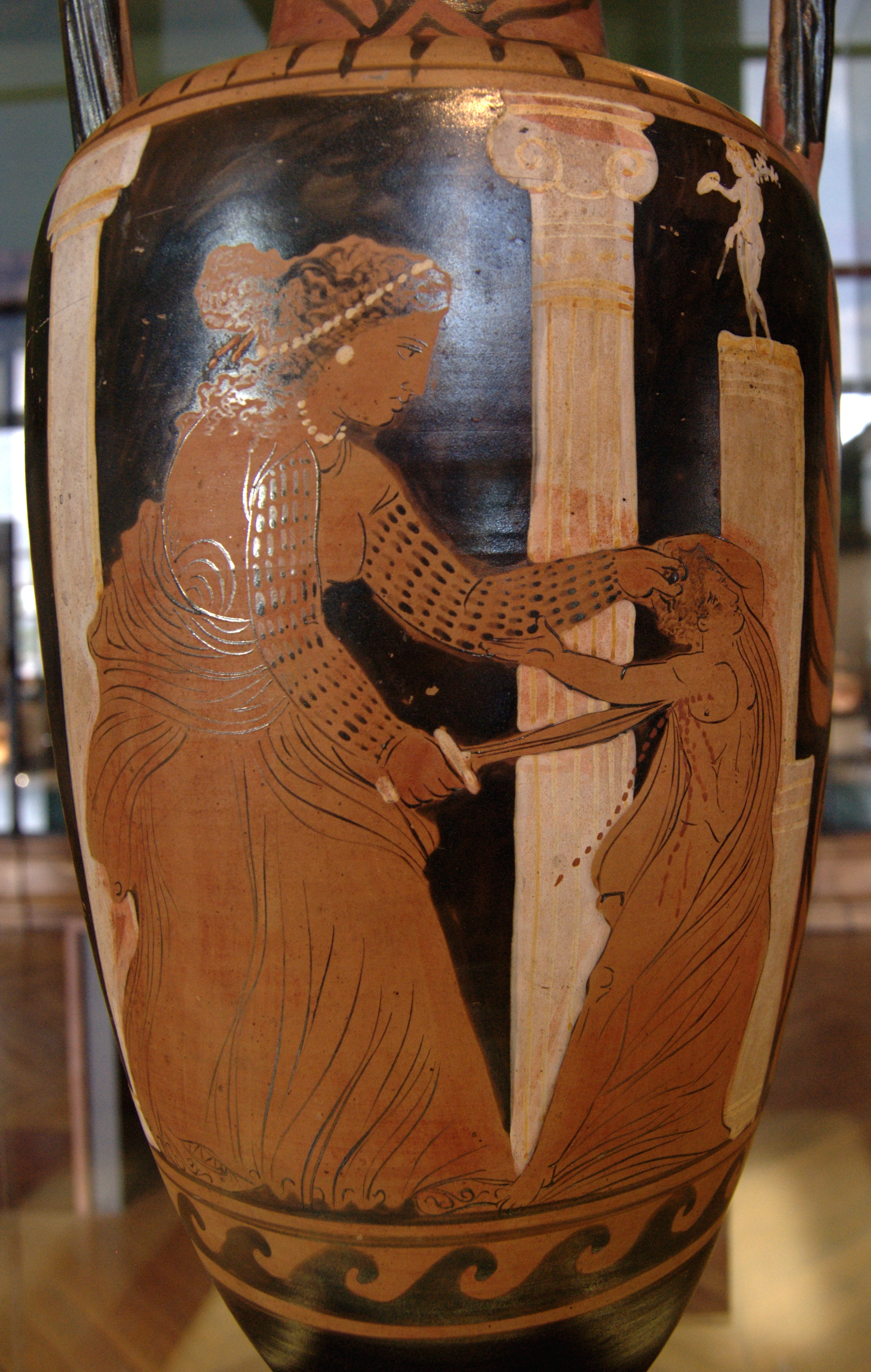
Медея убивает своих детей. Амфора работы Вазописца Иксиона. Ок. 330 г. до н. э. Лувр. Париж

В Кампании краснофигурный стиль керамики распространился в V—IV в. до н. э. На сосуды из светло-коричневой кампанской глины наносился слой покрытия, принимавшего после обжига оттенки от розового до красного. Кампанские вазописцы предпочитали керамику небольшого размера, а также гидрии и колоколообразные кратеры. В Кампании не встречаются такие типичные для Апулии сосуды — кратеры с волютами, кратеры-колонетты, лутрофоры, ритоны и несториды. Редки в Кампании и пелики. Сюжетный репертуар кампанской вазописи также ограничен. На кампанийских вазах встречаются изображения молодых мужчин и женщин, сцены фиасов, птиц и животных, но чаще всего — местных воинов и женщин. На обратной стороне кампанского сосуда также встречаются апулийские «юноши в одеждах». Роль мифологических сюжетов и погребального культа невелика. Лишь к 340 г. до н. э. у апулийских вазописцев были позаимствованы наисковые сцены, орнаментальные элементы и полихромия.
До массового появления в Кампании во второй четверти IV в. до н. э. сицилийских гончаров, основавших там многочисленные гончарные мастерские, была известна лишь мастерская группы вазописцев «Owl-Pillar», деятельность которых относится к V в. до н. э. В кампанской вазописи выделяют три основные вазописные группы:
Первая группа представлена мастерской Вазописца Кассандры из Капуи, находившегося под влиянием сицилийских мастеров. За ним последовали мастерские Вазописца Пэрриша, Лагеттского вазописца и Кайванского вазописца. Характерной чертой является обилие изображений сатиров с тирсами, голов — преимущественно под ручками гидрий, оловянные канты на одежде и использование дополнительных красок — белого, красного и жёлтого цветов. Предположительно Лагеттский и Кайванский вазописцы позднее переселились в Пестум.
Группа вазописцев «AV» работала также в Капуе. В ней особо выделяется один из её основателей — Вазописец белых лиц. Типичной чертой его работы является белый цвет в изображении женских лиц. Вазописцы этой группы специализировались на изображении сцен местной жизни, женщин и воинов. Многофигурные сцены встречаются редко, на лицевой и оборотной стороне ваз обычно изображается лишь по одному образу, иногда лишь голова. Одежда на изображениях выполнялась достаточно небрежно.
В Кумах после 350 г. до н. э. работал Вазописец СА и его коллеги и последователи. Вазописец СА считается самым выдающимся представителем этой вазописной группы, а возможно, и вазописи Кампании в целом. Начиная с 330 г до н. э. наблюдается сильное влияние апулийских мастеров. Наиболее популярными мотивами являются наисковые и погребальные сцены, дионисийские сцены и изображения симпосиев. Типичны изображения украшенных женских головок. Вазописец СА работал в полихромной технике и иногда использовал достаточно большой количество литопона для изображаемых объектов архитектуры и женских образов. Его последователи с трудом могли соответствовать его уровню, и закат кампанской вазописи наступил около 300 г. до н. э.

### Лукания

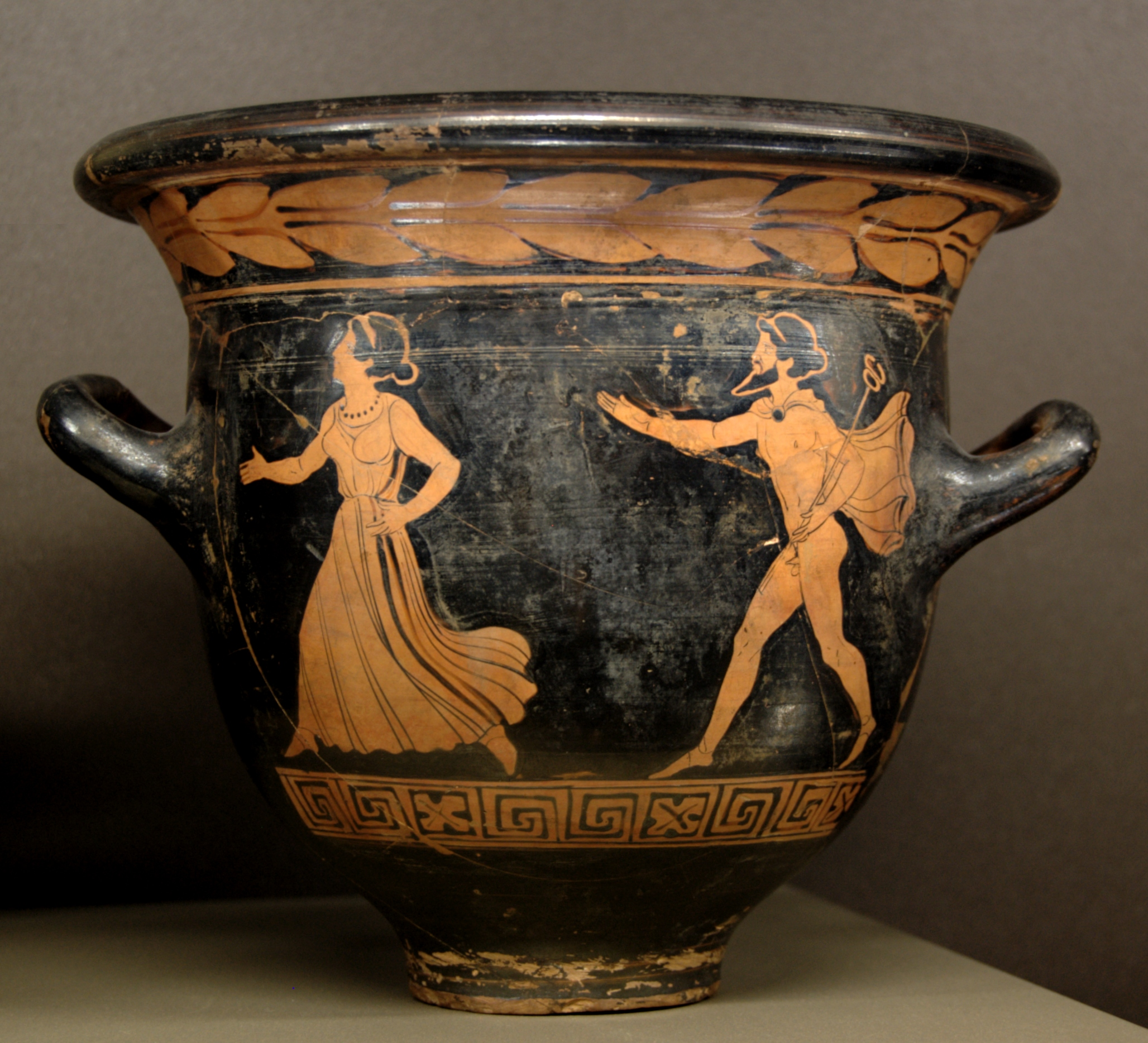
Изображение Гермеса, преследующего женщину, на колоколообразном кратере Вазописца Долона. Ок. 390—380 гг. до н. э. Лувр. Париж

Луканская вазопись возникла около 430 г. до н. э. благодаря Пистиччскому вазописцу. Предполагается, что этот вазописец, находившийся под влиянием аттических мастеров, работал в Пистиччи, где и была обнаружена часть его работ. У его последователей — Вазописца Амика и Вазописца циклопа мастерская находилась в Метапонте. Они первыми взялись за роспись керамических сосудов новой формы — несторид. На изображениях луканской вазописи часто встречаются мифологические и театральные сцены. Например, получивший своё имя по «Орестее» Эсхила Вазописец Хоэфоры изображал сцены из этой трагедии на многих своих сосудах. К этому времени начало сказываться влияние апулийской вазописи. Типичными становятся полихромия и растительные узоры. Наиболее значимыми представителями этого периода являются Вазописец Долона и Бруклинско-будапештский вазописец. В середине IV в. до н. э. наблюдается спад как в качестве, так и в тематическом разнообразии луканской вазописи. Последним известным вазописцем Лукании стал Вазописец Примато, работавший в стиле апулийского Вазописца Ликурга. Луканская вазопись стремительно исчезает к последней четверти IV в. до н. э.

### Пестум

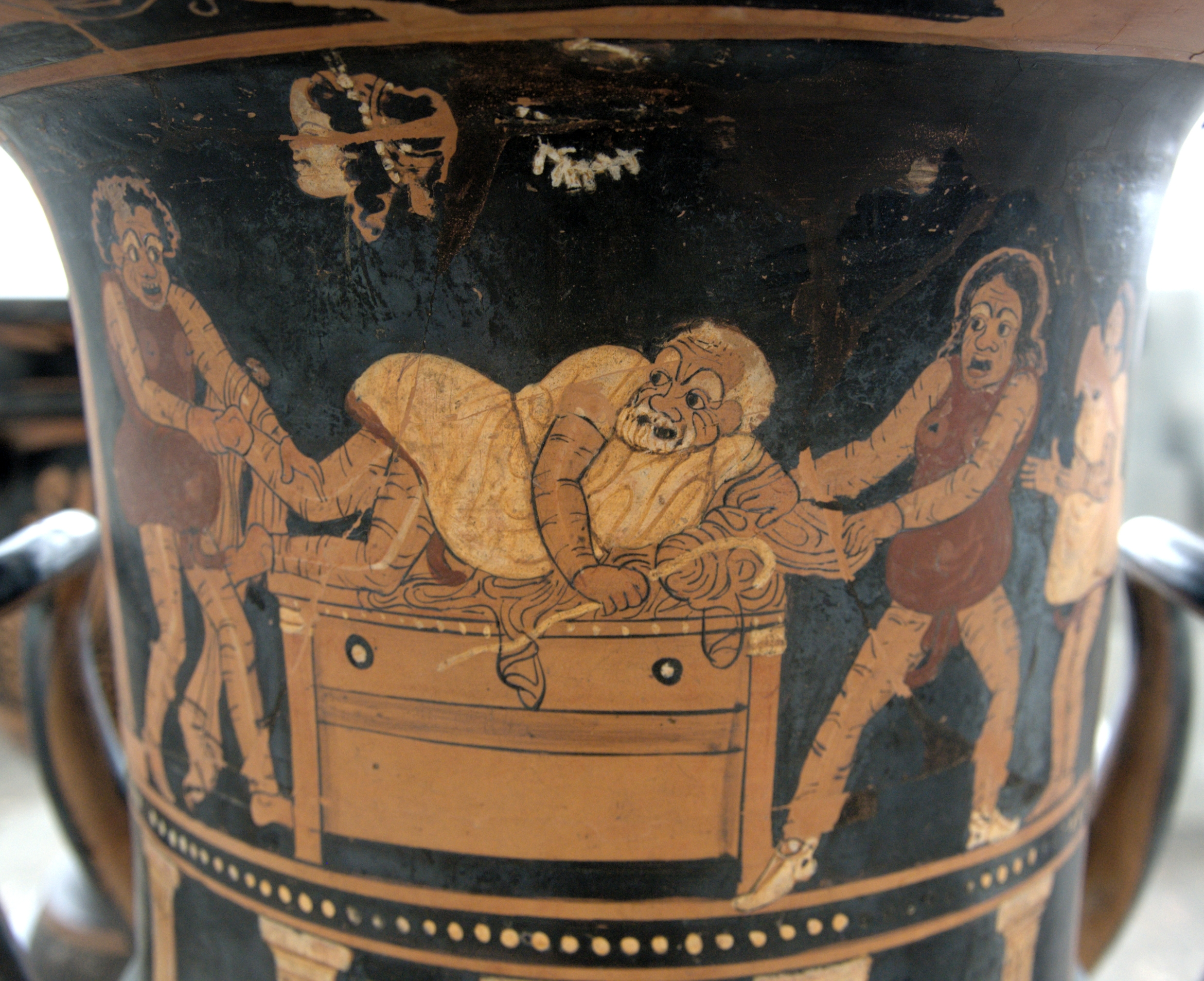
Кубковый кратер со сценой флиака работы Вазописца Астея. Ок. 350—340 г. до н. э. Старый музей. Берлин

Пестумская вазопись является самым поздним из возникших в нижней Италии стилей. Своим появлением около 360 г. до н. э. она обязана сицилийцам. Первая мастерская Пестума принадлежала Астею и Пифону. Это единственные вазописцы нижней Италии, чьи имена сохранились благодаря подписям на их работах. Они расписывали колоколообразные кратеры, амфоры, гидрии, лебес гамикос, леканиды, лекифы и кувшины. Реже они обращали внимание на пелики, кубковые кратеры и кратеры с волютами. Для их стиля характерна роспись боковых поверхностей сосудов пальметтами, получивший название «цветение Астея» орнамент с цветочными чашечками и зонтиками, оловянная отделка одежды и свободно разбросанные по спинам волосы. Тела людей часто наклонены вперёд либо опирались на растения и камни. Использовались дополнительные цвета: белый, золотой, чёрный, пурпурный и разные оттенки красного.

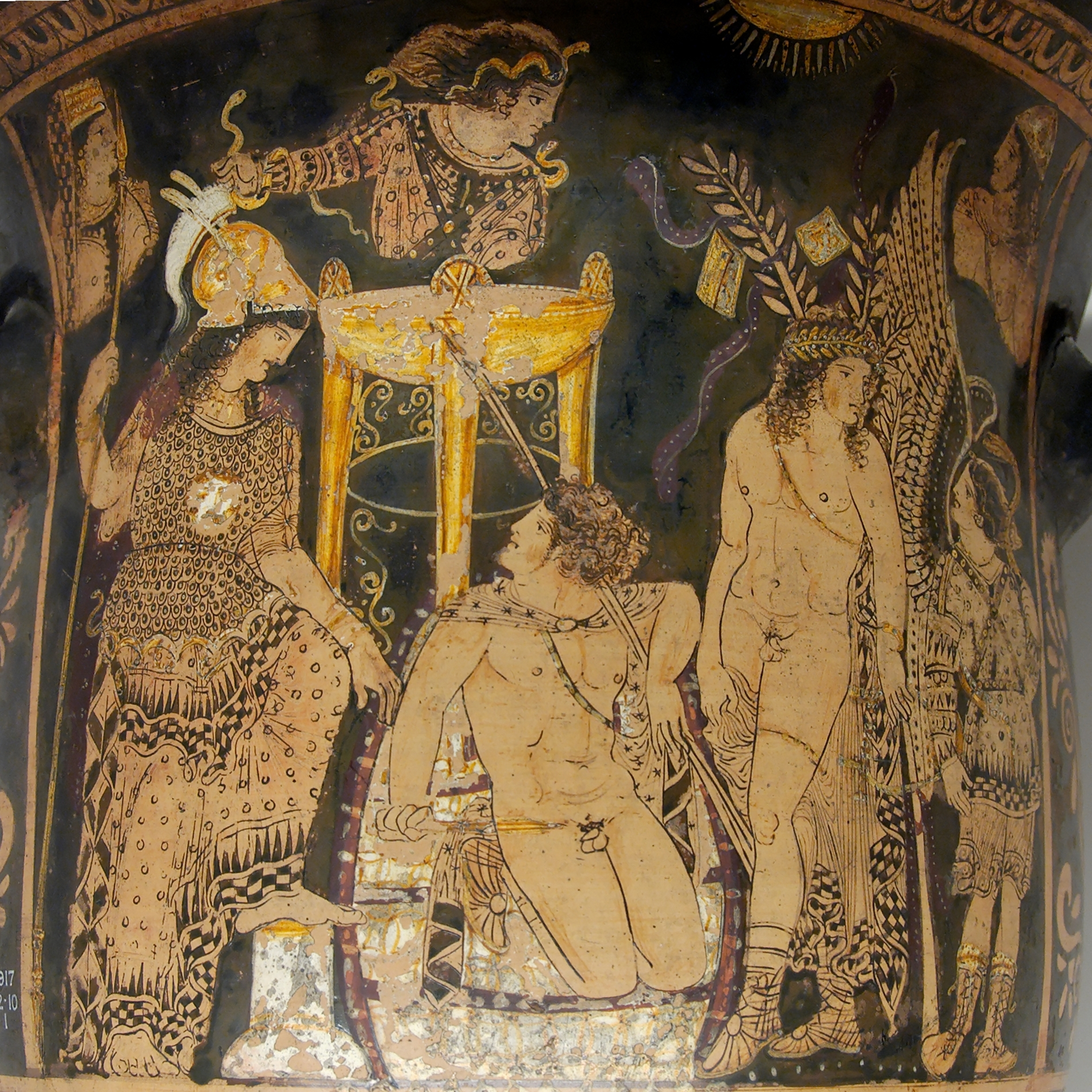
Изображение Ореста в Дельфах на кратере работы Пифона. Ок. 330 г. до н. э.

На керамике Пестума часто изображаются дионисийские сцены: фиасы и симпосии, сатиры и менады, силены и сцены флиаков. Встречаются многочисленные герои и боги из античных мифов: Геракл, Суд Париса, Орест, Электра, Афродита и Эрот, Аполлон, Афина и Гермес. На пестумских сосудах практически не встречаются сцены из повседневной жизни, зато есть много изображений животных. Творчество вазописцев Астея и Пифона оказывало продолжительное влияние на пестумскую вазопись. Об этом свидетельствуют работы их последователей, в частности прибывшего из Апулии Вазописца Афродиты. Около 330 г. до н. э. появилась вторая мастерская, на начальном этапе копировавшая работы первой. Однако со временем работы её мастеров стали отличаться высоким качеством и разнообразием сюжетов. В этом периоде ощущается влияние творчества Кайванского вазописца из Кампании с его линейными контурами одежды и отсутствием контуров обводки у женских фигур. Закат пестумской вазописи приходится на 300 г. до н. э.

### Сицилия

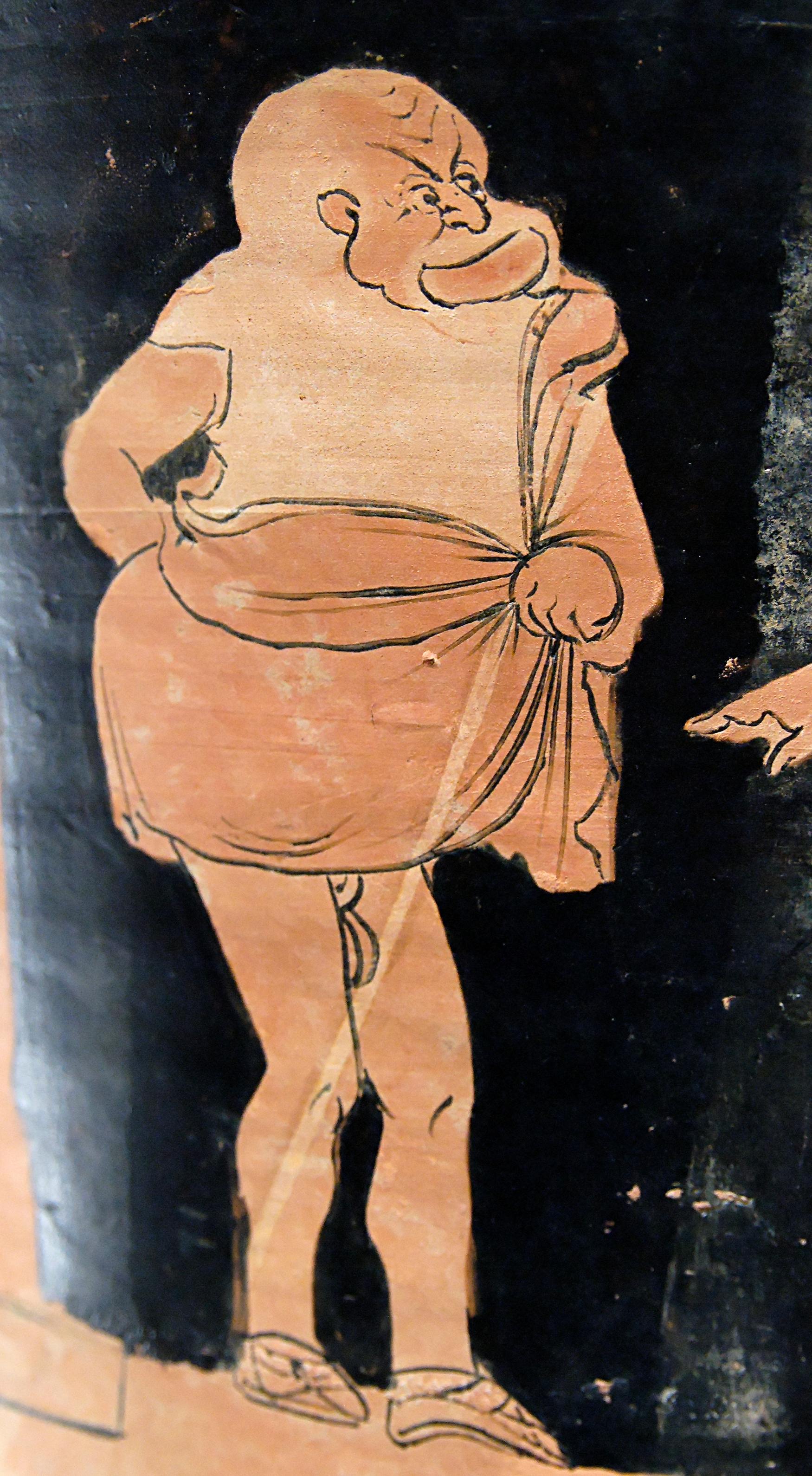
Сцена флиака на кратере вазописной группы Лентини-Манфрия: раб в короткой тунике. Ок. 350—340 гг. до н. э. Лувр. Париж

Сицилийская вазопись в городах Гимера и Сиракузы берёт своё начало на рубеже V—IV в. до н. э. и по стилю, тематике, декору и форме керамики была связана с аттическими образцами. Сильнее всего ощущается влияние позднеклассического вазописца из Аттики Мидия. Во второй четверти IV в. до н. э. многие сицилийские мастера керамики переселились в Кампанию и Пестум и основали там свои мастерские. Ограниченное производство керамики сохранилось лишь в Сиракузах.
Типичный сицилийский стиль вазописи сложился около 340 г. до н. э. Здесь различают три вазописных группы. Первая, названная группой Лентини-Манфрия, работала в Сиракузах и Джеле, вторая — чентурипская — у подножия Этны, а третья — на Липарских островах. Для сицилийской вазописи характерно использование дополнительных цветов, в частности, белого. В основном в сицилийской вазописи раннего периода преобладают керамические сосуды: кубковые кратеры и гидрии. Однако встречаются и более маленькие бутыли, леканы, лекифы и скифоидные пиксиды. Они украшены сценами из жизни женщин, изображениями Эротов, женских головок и сцен флиака. Мифологические изображения встречаются достаточно редко. Как и в других областях Италии, вазопись теряет своё значение на Сицилии к 300 г. до н. э.

## ВазописьЭтруриии других регионов

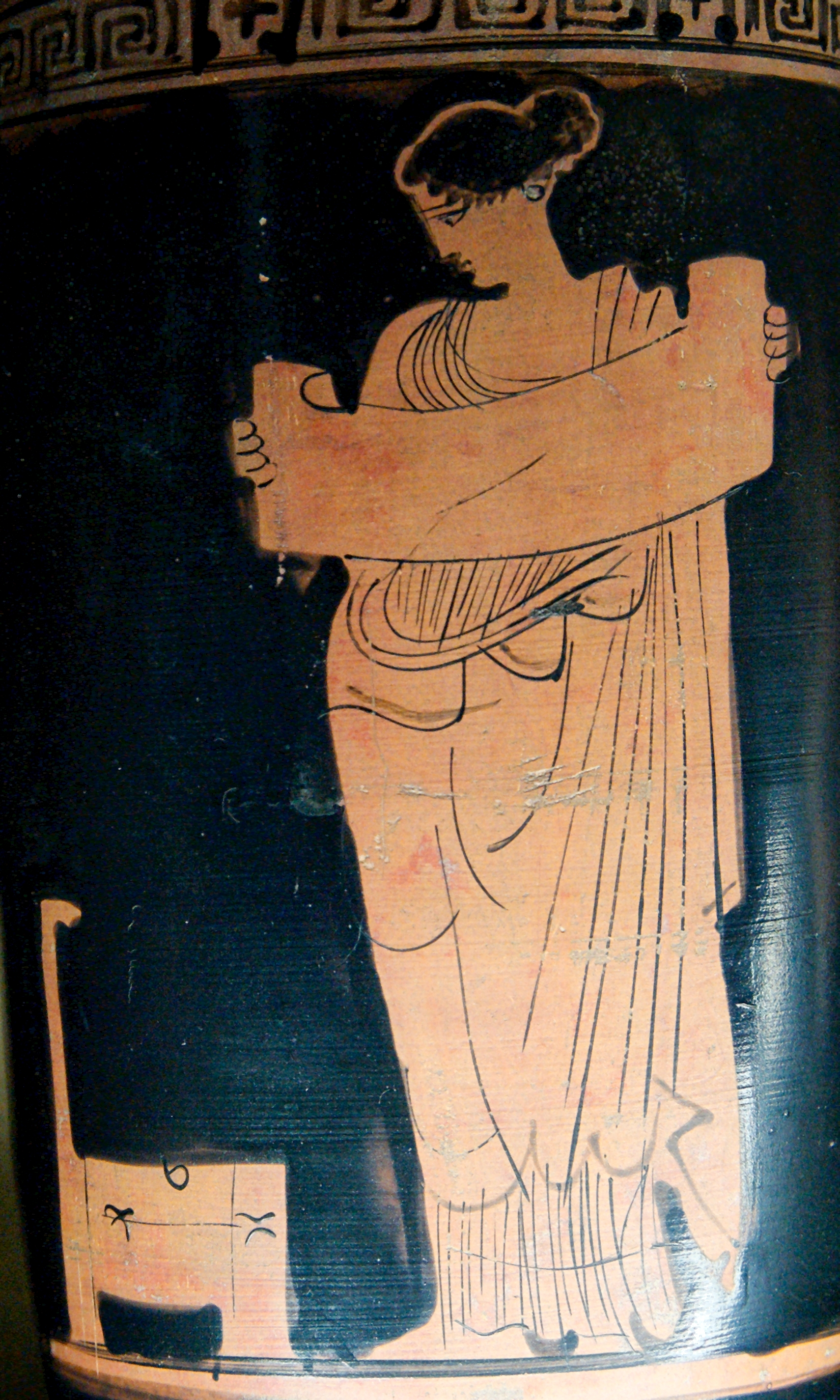
Изображение музы за чтением на беотийском лекифе Вазописца Клюгманна. Ок. 435—425 гг. до н. э. Лувр. Париж

В отличие от чернофигурного стиля в краснофигурной вазописи практически не появилось значительных региональных направлений, школ или мастерских. В Греции гончарные мастерские существовали также в Беотии (Вазописец Клюгманна), Халкидиках, Элиде, Эретрии, Коринфе и Лаконии.
В Этрурии, где проживала основная клиентура аттических вазописцев, местным гончарным мастерским удалось выйти за пределы регионального рынка. Имитация краснофигурного стиля началось здесь лишь в 490 г. до н. э. спустя пятьдесят лет после его возникновения. Лишь к концу V в. до н. э. в Этрурии появилась настоящая краснофигурная техника вазописи. В Этрурии найдены многочисленные свидетельства существования двух направлений этрусской вазописи: псевдо-краснофигурного и собственно краснофигурного. Гончары и вазописцы Этрурии работали не только на местный рынок, но и отправляли свою продукцию на продажу на Мальте, в Карфагене, Риме и на лигурийское побережье.

### Псевдо-краснофигурная вазопись
Сначала краснофигурная техника вазописи просто имитировалась. Как и на некоторых ранних аттических вазах сосуды полностью покрывались чёрной глянцевой глиной, а фигуры рисовали поверху красными и белыми оксидными минеральным красками. В отличие от собственно краснофигурной техники красным рисунок на вазе становился не от обжига не покрытых краской участков фона, а от красок. Внутренние линии рисунка по аналогии с чернофигурным стилем вазописи выполнялись насечками, а не прорисовывались красками. В этом стиле украшали свои работы Вазописец Праксиас и его коллеги по мастерской в Вульчи. Несмотря на хорошее знание вазописцами этой мастерской сюжетов греческой мифологии и иконографии их происхождение из Афин не доказано.
Псевдо-краснофигурный стиль задержался в Этрурии дольше, чем в Афинах. В этой технике вазописи специализировалось несколько гончарных мастерских IV в. до н. э. при том, что в это время собственно краснофигурный стиль уже широко распространился среди этрусских вазописцев. Достойны упоминания мастерские группы Сокра и группы Фантома. Более ранняя по времени группа Сокра расписывала свои чаши сюжетами не только из древнегреческой мифологии, но и этрусского содержания. Основу сюжетов группы Фантома составляют изображения людей в одеждах в комбинации с растительными и пальмовыми узорами. В стиле обеих групп работали вазописцы в Черветери, Фалериях и Тарквинии. Группа Фантом просуществовала до начала III в. до н. э. Популярность псевдо-краснофигурного стиля, как и краснофигурной вазописи в целом, упала с изменением вкусовых предпочтений покупателей керамики.

### Краснофигурная вазопись

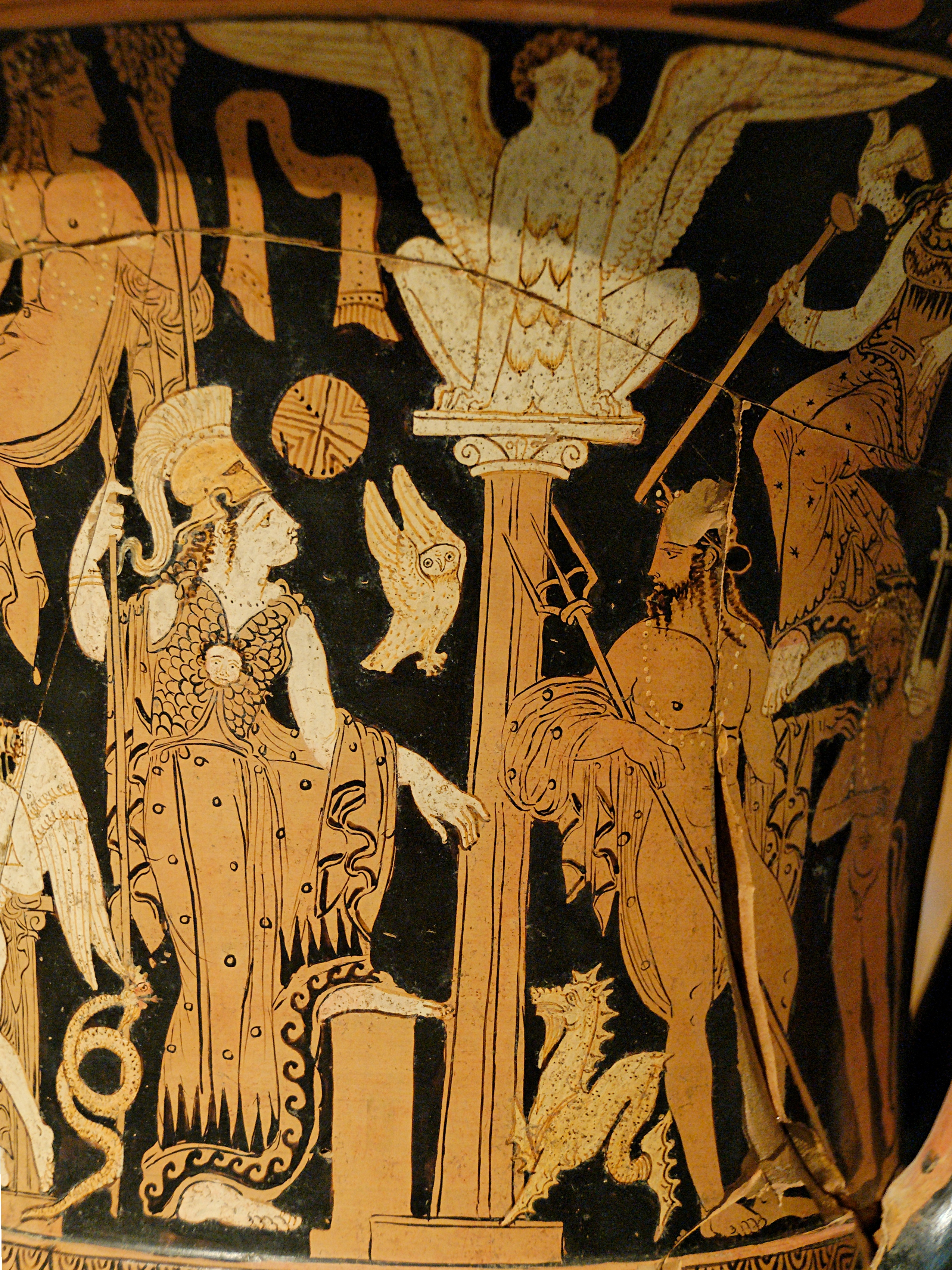
Изображение Афины и Посейдона на кратере с волютами Вазописца Наццано. Ок. 360 год до н. э. Лувр. Париж

Лишь в конце V в. до н. э. собственно краснофигурная вазописная техника, при которой изображение только отводится краской, получает распространение в Этрурии. Первые мастерские местного значения, которые вероятно основали выходцы из Аттики, появляются в Вульчи и Фалериях. Однако в ранних краснофигурных вазах из Этрурии обнаруживается и влияние мастеров из нижней Италии. До IV в. до н. э. эти мастерские занимали лидирующие позиции на рынке расписной керамики Этрурии. Вазы крупного и среднего формата — кратеры и кувшины — украшались изображениями на мифологические сюжеты. За один век керамика из Фалерий сумела значительно обогнать по объёму Вульчи. В Чиузи и Орвието возникли новые центры гончарного производства. Особой популярностью пользовались чаши для питья, расписанные на дионисийскую тематику вазописцами группы Тондо из Чиузи. Во второй половине века центр гончарного производства сместился в Вольтерру, прославившуюся своими кратерами особой формы с тщательно выполненной росписью.
Мифологические сюжеты исчезли из репертуара этрусских вазописцев во второй половине IV в. до н. э. Их место заняли изображения женских головок и людей (но не более двух на изображении). Большое распространение получили орнаменты и цветочные мотивы. Большие композиции, как, например, амазономахия, являлись скорее исключением. Керамика из Фалерий теряет своё значение под давлением нового центра производства керамики в Черветери, ставшего благодаря переселившимся туда мастерам из Фалерий одним из основных центров краснофигурной вазописи в Этрурии. Здесь вазописной группой Торкопа изготавливались украшенные простыми узорами ойнохойи, лекифы, чаши для питья, а группой Дженукилии — блюда небольшого размера. В соответствии с изменениями в художественных предпочтениях клиентов мастерские перешли на изготовление чернолаковых ваз в конце IV в. до н. э., что положило конец истории краснофигурной вазописи в Этрурии.

## Исследования и влияние
В настоящее время известно более 65 тысяч краснофигурных ваз и их фрагментов. Интерес к античным вазам возник ещё в Средние века. Ристоро д’Ареццо посвятил им главу Capitolo de le vasa antiche в своём «Строении мира». Форму, цвет и изображения на глиняных вазах он считал совершенными. В эпоху Ренессанса античные вазы, в том числе и расписные керамические сосуды, стали предметом коллекционирования. Известны случаи поставки древнегреческих ваз в Италию. Однако вплоть до конца барокко расписные вазы находились в тени других видов искусства, в частности, пластики. Исключением является изготовленная ещё в доклассицистские времена по заказу Николя-Клода Фабри де Пейреска книга с акварельными изображениями античных расписных ваз. В коллекции самого Пейреска, как и других коллекционеров, также имелись глиняные вазы.

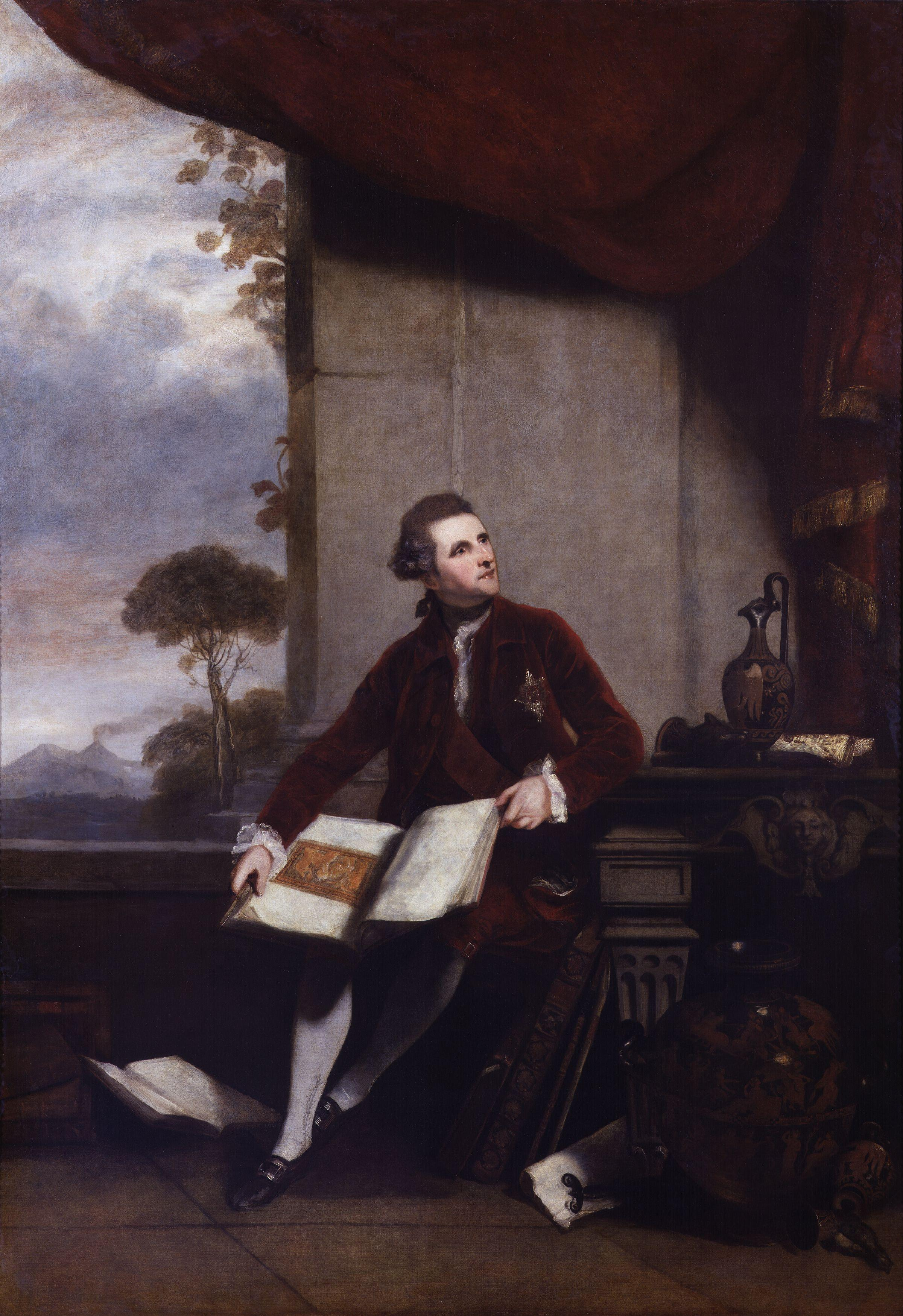
Сэр Уильям Гамильтон на картине Джошуа Рейнольдса

Начиная с эпохи классицизма коллекционирование древней керамики становится всё более популярным. Так, коллекции ваз собирали Уильям Гамильтон и Джузеппе Валлетта. Обнаруживаемые в Италии вазы можно было купить за небольшие деньги, и поэтому даже частные лица могли позволить себе значительные коллекции. Вазы стали излюбленными сувенирами, которые привозили с собой из популярных в то время среди дворян путешествий по Европе — гранд-туров. Об испытанных искушениях приобрести античные вазы во время своего путешествия в Италию повествует и Иоганн Вольфганг Гёте. Если на античный оригинал не хватало средств, то можно было приобрести копию или гравюру с его изображением. Возникли даже мануфактуры, имитировавшие античные вазы. В это время получил известность Веджвуд, который, не применяя технологию изготовления древнегреческих ваз, использовал античные мотивы в качестве шаблонов на своём производстве.
Начиная с 1760 г. к вазописи обратилась и археология, для которой вазы стали источником ценной информации о жизни в античные времена и иконографических и мифологических исследований. Вазопись заменила собой практически полностью утраченную монументальную живопись Древней Греции. В это время было опровергнуто распространённое мнение о том, что вазописью занимались исключительно этруски, хотя мода на антикизированные вазы в то время и сохранила название all’etrusque. В исследованиях и имитации античных ваз лидировали соревновавшиеся между собой Англия и Франция. «Стиль обрисовки» (краснофигурный стиль) особенно ценил Винкельманн. Орнаменты на античных вазах издавались в Англии в так называемых «книгах образцов» (pattern books).
Изображения на вазах оказали влияние и на развитие современной живописи. Линейный стиль вдохновлял таких художников, как Эдвард Бёрн-Джонс, Гюстав Моро и Густав Климт. Фердинанд Георг Вальдмюллер написал в 1840 г. картину под названием «Натюрморт с серебряными сосудами и краснофигурным оксибафом». Анри Матисс назвал одно из своих творений «Интерьер с этрусской вазой». Эстетическое влияние древнегреческой вазописи сохраняется и до нашего времени. Считается, что своими изгибами знаменитая бутылка «Кока-колы» обязана древнегреческой вазописи.